# 秋葉原

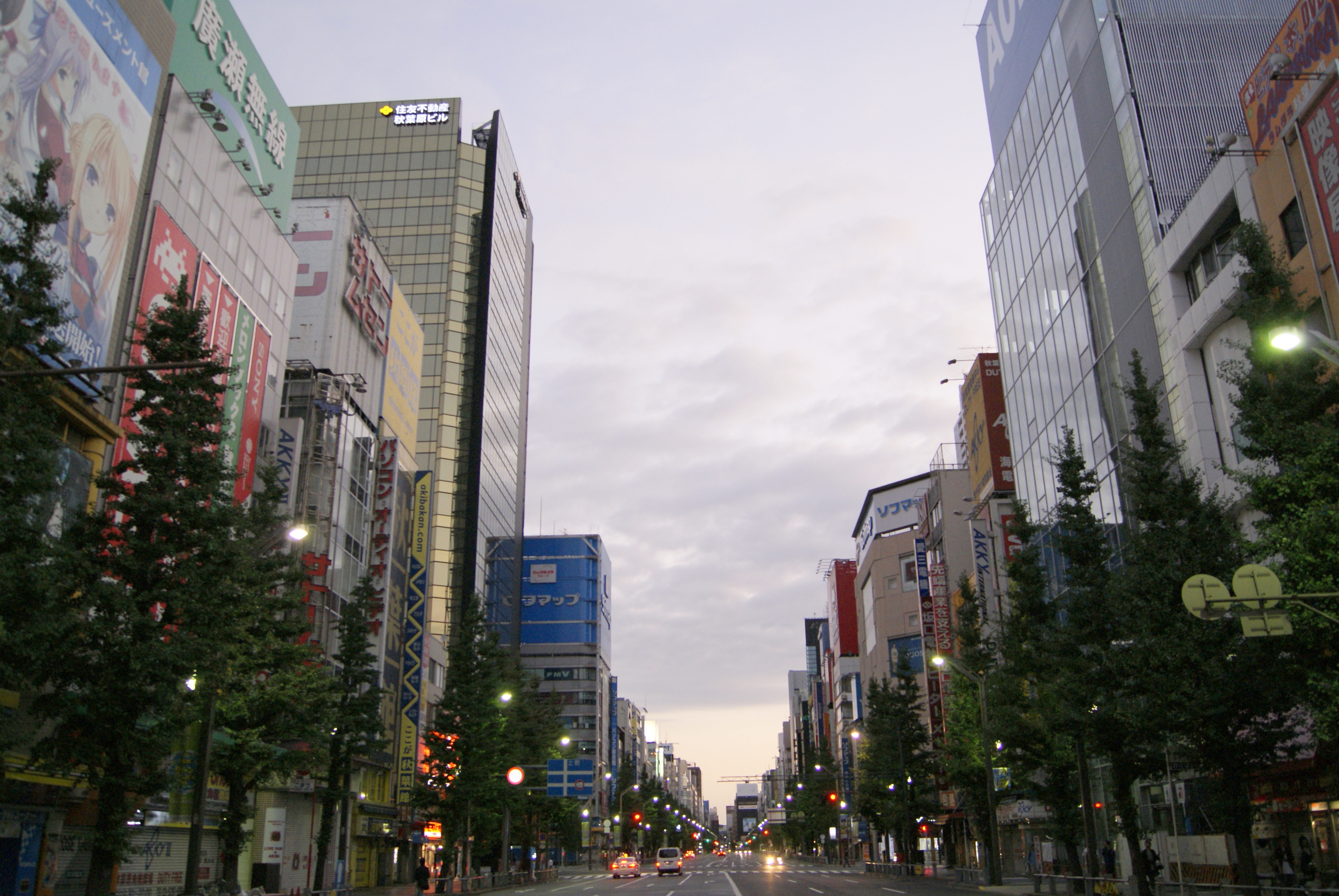
早朝の秋葉原電気街

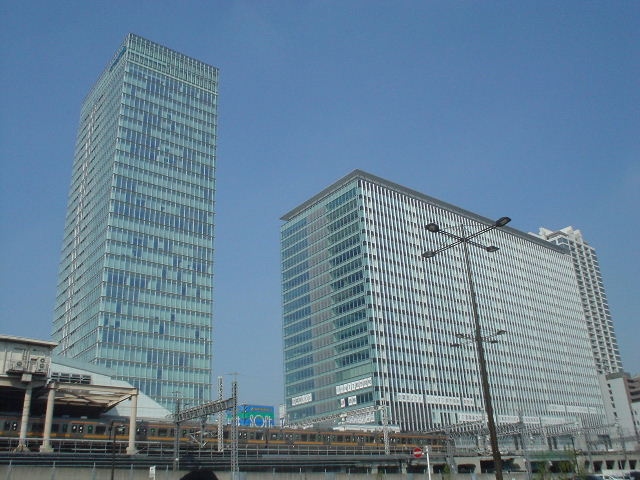
秋葉原クロスフィールド
秋葉原ダイビル（左）と秋葉原UDX（右）

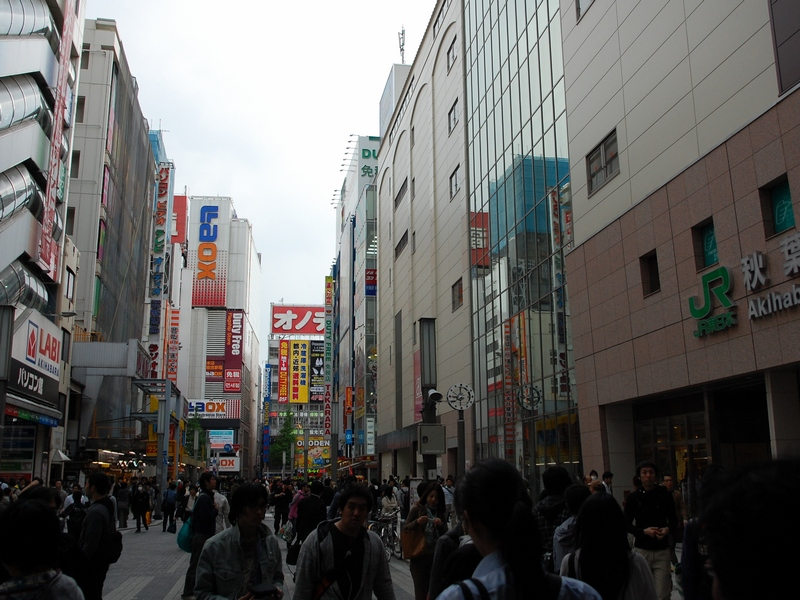
JR秋葉原駅電気街口

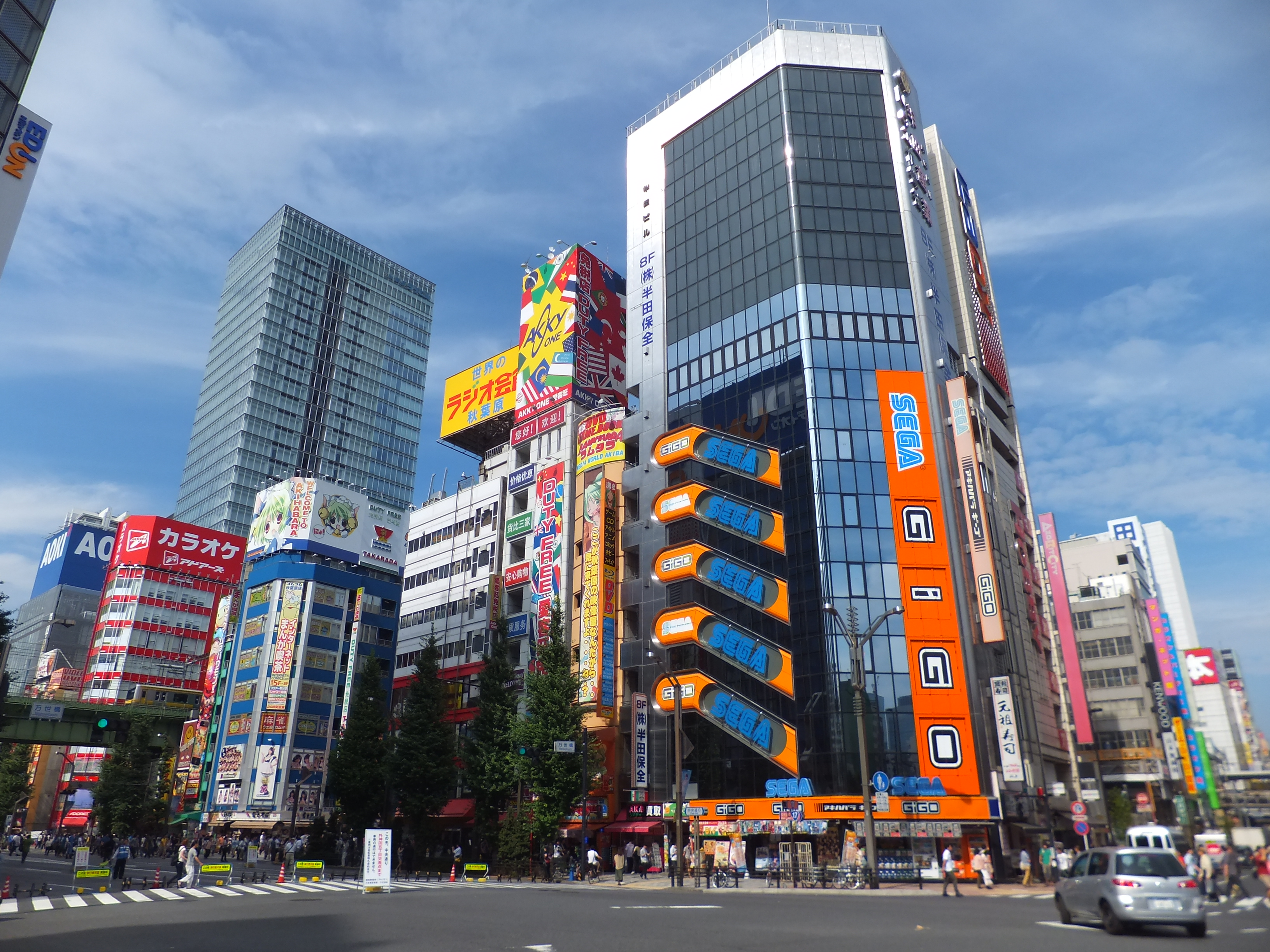
万世橋交差点（2013年7月21日）

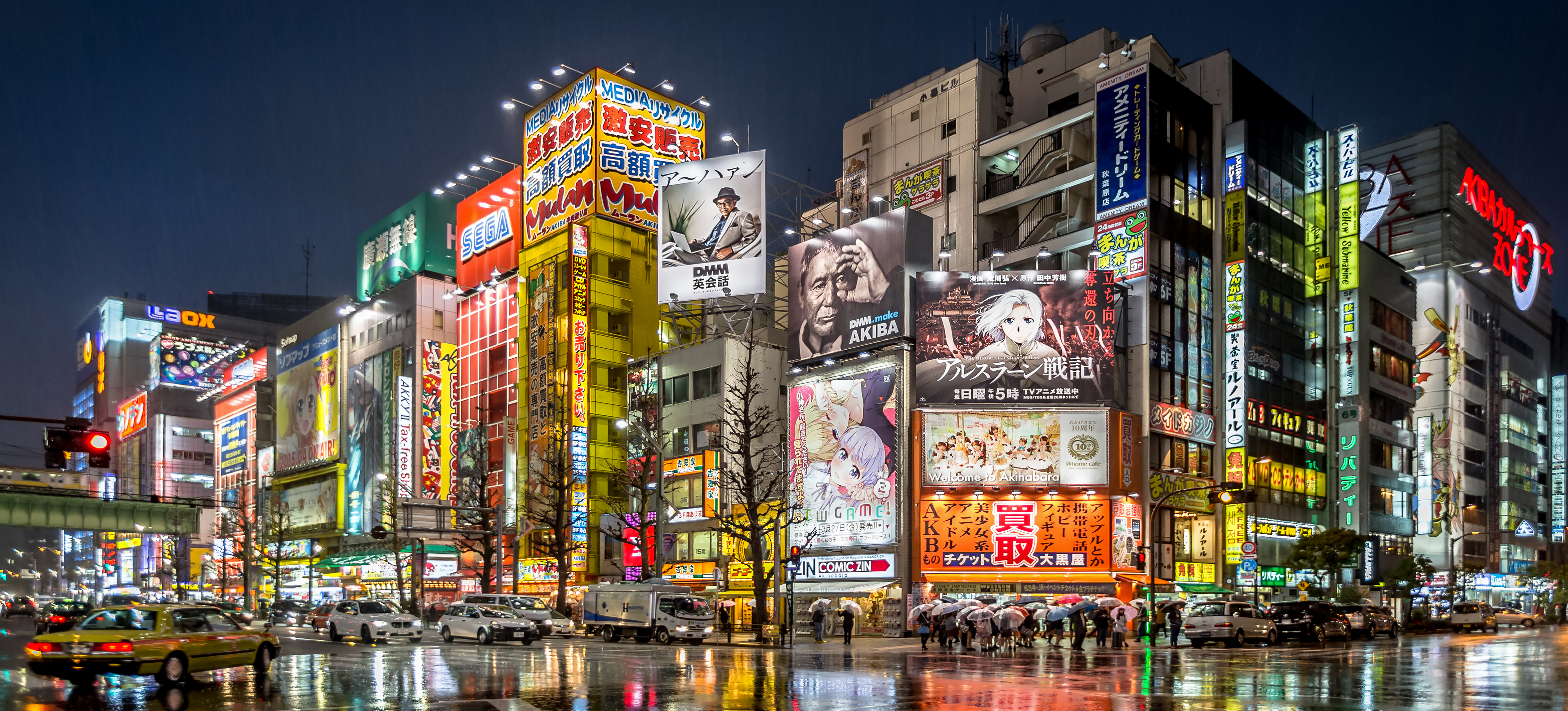
夜の秋葉原（2015年4月13日）

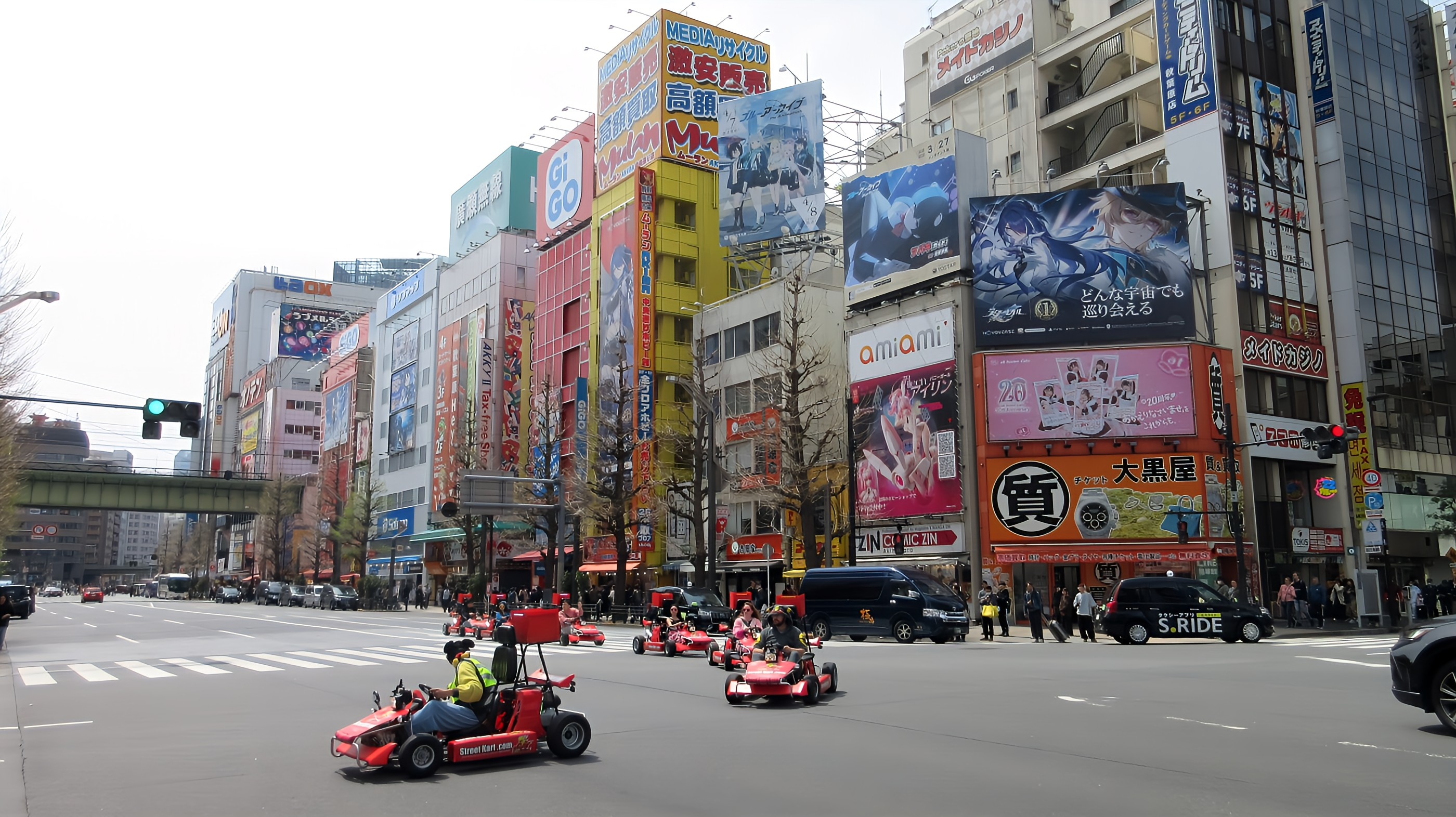
外国観光客に人気のストリートカート

秋葉原（あきはばら）は、東京都千代田区の秋葉原駅周辺、主として東京都千代田区外神田・神田佐久間町および台東区秋葉原周辺を指す地域名である。

## 概要
第二次世界大戦後の日本において、秋葉原は闇市として発展した。その後、秋葉原駅北西側（電気街口）を中心として、高度経済成長とともに多様な電子機器や部品（ハードウェア）およびソフトウェアを取り扱う店舗などが建ち並ぶ日本一の電気街として発展した。その後、バブル崩壊や、大型家電量販店、ディスカウントストアの台頭などによる家電市場の衰退で、電器店は主力商品をパソコンに移していく。これにより、パソコンを好むマニアが集中し、秋葉原は一転、オタクの街として変貌を遂げた。2000年代には『電車男』に代表されるアキバ系ブームより、オタクの街としてのイメージは全国的に定着し、世界的な観光地としても注目された。秋葉（あきば）・アキバ・AKIBAの略称で呼ばれる。2005年にはAKB48の本拠地であるAKB48劇場が開業した。また、同年、秋葉原駅東口に家電量販店を中核とした大型商業施設のヨドバシAkibaが開業した。
2010年代以降はECサイトの普及と地価上昇などでオタク向けの小規模な小売店が閉店し、メイド喫茶など大資本によるコンセプトカフェが進出した。また、2000年代に東京都が秋葉原地区開発計画（土地区画整理事業）による再開発事業「秋葉原クロスフィールド」を推し進めて秋葉原UDXや秋葉原ダイビル等の超高層ビルが建設され、オフィス街としての性格も持ちつつある。
一方、秋葉原駅の北西側一帯には、かつて神田青果市場（ヤッチャバ）があったため、近隣には現在でも海藻や穀類などを扱う商店が点在し、当時の名残を留めている。

## 地理
本項で扱う「秋葉原」の明確な定義はないが、東京都が策定した都心等拠点地区における「秋葉原地区」の範囲は、次の通りである。
- 範囲
秋葉原中央通り交差点[注釈 1]（中央通り＋神田明神通り）を中心に
  - 北端：蔵前橋通り
  - 東端：昭和通り
  - 南端：神田川
  - 西端：昌平橋通り

- 含まれる行政地名
  - 外神田一丁目（そとかんだ）
  - 外神田三丁目
  - 外神田四丁目
  - 神田佐久間町一丁目（かんだ さくまちょう）
  - 神田花岡町（かんだ はなおかちょう）
  - 神田相生町（かんだ あいおいちょう）
  - 神田練塀町（かんだ ねりべいちょう）
  - 神田松永町（かんだ まつながちょう）
  - 秋葉原（あきはばら） - 台東区

秋葉原電気街とサブカルチャー関連の店舗は主に秋葉原駅周辺および中央通りの万世橋北詰から末広町駅のある外神田五丁目交差点までを中心に広がっている。
元々江戸の町人地であり、秋葉原電気街の外側は主にオフィス街だが、古くから建っている民家も見ることができる。鉄道各線の駅が近く、都心の一等地として地価・家賃ともに高価になる傾向がある。
昭和通りから東側の地域は、都心等拠点地区における秋葉原地区の範囲に含まれないが、神田佐久間町、神田平河町、神田佐久間河岸、神田和泉町、神田松永町、神田練塀町、東神田三丁目の各町会は「秋葉原東部町会連合会」を組織して各種行事に参加しているほか、神田祭では「秋葉原東部地区連合」として神輿宮入を行っている。

## 歴史

### 地名の読み方
明治初頭から火災が頻発したことから、火災鎮護の祈願所として秋葉神社が建立されたことが地名の由来だが、「あきはっぱら/あきばっぱら（秋葉ツ原）」「あきはのはら/あきばのはら（秋葉ノ原/秋葉の原）」「あきはがはら/あきばがはら（秋葉ケ原/秋葉ガ原）」などと呼ばれ始め、呼称は統一されていなかった。書き方に関しては、漢字表記のカナ部分を小文字化したものや、読みは「あきばのはら」等だが書きは「秋葉原」とカナ部分を省略したものもある。
当地区の呼称が「あきはばら」として定着するのは、鉄道駅の開設以降とするのが定説である。後に地名の読み自体も「あきはばら」となる。なお、1890年（明治23年）に開業した時点では「秋葉原駅（あきはのはらえき、英語: Akihanohara Station）」であり、旅客は扱わない貨物専用駅だった。駅の呼称としては「あきはのはら」から「あきははら」に変化した後、1907年（明治44年）に「あきはばら」へと変更された。
現在は日常会話やメディア等で広く「あきば」という略称が使われ定着している。
なお、地名の由来とされる秋葉大権現発祥の地、静岡県浜松市天竜区春野町にある秋葉山本宮秋葉神社は「秋葉」を「あきは」と読む。
いずれにせよ、「あきはばら」が本来だという説も「あきばはら」が本来だという説も、どちらかのみが正しいという論旨を支える歴史的資料は無く、一方のみが正しいとまでは断定できない。

### 前史
現在の秋葉原に当たる地域は、徳川家康の江戸入府後、江戸幕府二代将軍・徳川秀忠の時代に神田川が現在の流路を通るように開削されると、川沿いに材木商が集まり、神田佐久間町が起立したほか、大部分は大名屋敷・旗本屋敷などで占められた。しかし、江戸の人口が拡大するにつれ、大名や旗本は大火等を契機に次々に郊外へ移転し、跡地には町民が代地として与えられるなどして町人地が拡大していった。
江戸時代、神田川に万世橋はなく、筋違橋（すじかいばし）と呼ばれる橋がやや上流に架かっており、街道はここから現在のコトブキヤ秋葉原館やAKIBAカルチャーズZONEのある道（現：特別区道千第678号）を通って、住友不動産秋葉原ビルに突き当たって右に折れ、中央通りに出るルートをとっていた。この道は徳川将軍家の寛永寺参詣道であったことから下谷御成街道と呼ばれた。総武本線ガードの名称である御成街道架道橋に名残を留める。
大火の度に代地町が細切りに与えられ、町の付け替えも頻繁に行われたため、幕末には50近くの微細な町が複雑に入り組み、かつ方々に飛地を有する複雑な町割となっていたが、明治の初めに武家地を合わせて20町近くに整理された。詳しくは外神田を参照。

### 「秋葉原」の誕生
1870年1月（明治2年12月）の大火を受けてできた火除地（空地）に、明治天皇の勅命で1870年（明治3年）10月に宮城（江戸城）内の紅葉山から鎮火三神を勧請して「鎮火社」が創建された。しかし、江戸の街では火防の神として神仏混淆の秋葉権現が広く信仰を集めていたことから、鎮火社についても秋葉権現が祀られているものと人々が誤解して「秋葉社」「秋葉様」「秋葉さん」と呼び、火除地を「秋葉の原」「秋葉っ原」と呼んだことで、「秋葉原」の地名が誕生した。神田筋違見附（万世橋付近）やこの空地にはヒラキが立ち並び、今の講談や浪曲、かっぽれなどが口演をしていたり、時にはサーカス（チャリネ一座の公演）が開かれたりした。
当初、秋葉原はこの空地に相当する神田花岡町域のみを指していたが、秋葉原駅が開業し、旅客駅として利用されるにつれ、その指す範囲も拡大して現在に至る。明治時代の秋葉原は青果市場の街であり、日本農業新聞本社が秋葉原にあるのは、青果市場（神田青果市場）がかつて存在したことに由来する。
鎮火社は1888年（明治21年）に日本鉄道が建設していた鉄道線（現在の東北本線）が上野から秋葉原まで延長されるのに伴って東京府下谷入町（台東区松が谷三丁目）に遷宮して、秋葉神社となった。
「台東区秋葉原」の地名は、1964年（昭和39年）10月1日の住居表示施行時に「台東区下谷松永町」と「台東区下谷練塀町」から変更されたものである。

### 電気街の形成
電気街の形成には、二つの要因があった。一つは終戦直後、近くに位置する電機工業専門学校（現・東京電機大学）の学生がアルバイトで始めたラジオの組み立て販売が大盛況となり、ラジオ部品を供給する電器関係の露天商が集中したことである。ところが1949年に、GHQが道路の拡幅整理のために露店撤廃令を施行したことで、闇市は危機に陥る。GHQの政策に対して露天商組合が陳情した結果、東京都と国鉄が秋葉原駅のガード下に代替地を提供するという措置がとられる。そして露天商がそこへ凝集されたことが秋葉原電気街の始まりとされる。もう一つの要因は、廣瀬無線電機などの小売業者や二次卸し店がが仕入れの目的で多く訪れたことである。その結果、秋葉原は安いという評判が広まり、交通の結節点ということもあって、一般客も集まるようになっていった。
その後は「三種の神器」に代表される戦後の家電ブームに後押しされ、1970年代には全国の家電市場の1割を1平方キロメートルに満たない領域で担う日本一の電気街に成長した。

### 電気街からオタクの街へ
1980年代末頃からバブルの崩壊にかけて台頭するコジマなどの家電量販店やディスカウントストアに秋葉原は家電市場を徐々に奪われていく。北関東地方を中心に北関東YKKの量販店大手三社が着々と増えていった。
家電市場の衰退とともに電器店は主力商品をパソコンに移していく。1990年に六階建てのビル全体をコンピュータ関連商品に充てた大型専門店ラオックス・ザ・コンピュータ館がオープンしたことが一つのターニングポイントとなった。以降、他の大型店もチェーン店を専門分化させ、これに伴い若い男性のパソコンマニアたちが家電を買いに来る家族連れに取って代わって秋葉原の中心的客層となった。
1980年代末から有害コミック騒動が発生し都内でアダルト同人誌が売りにくくなったため、1994年にとらのあなが開業するなど成人男性の街である秋葉原に亡命する動きが盛んになる。さらに1995年から96年にかけて放映されたテレビアニメ『新世紀エヴァンゲリオン』のヒットが引き金となり、97年以降、海洋堂など多くのガレージキット店が秋葉原の一等地へ移転し、予想を超える売り上げをたたき出したことで、雪崩を打ったように同業の専門店が競って進出した。
2005年にヨドバシカメラの巨大店舗ヨドバシAkibaがオープンし、大阪日本橋がヨドバシ梅田に客を吸われた例があったことから電気街の今後は厳しくなることが予想された。一方、大阪の例と違い同じ秋葉原に立地することで集客効果や郊外店からの呼び戻しを期待する声や、ラオックスザ・コンピュータ館も当時としては常識外の規模だったが他店を駆逐したわけではなかったことなど、意外と電気街側からは悲観論は少なかった。
同年にはAKB48劇場が営業を開始し、アキバ系アイドルブームの嚆矢となった。

### オタクの街から観光地・オフィス街へ
21世紀には区画整理により秋葉原駅を中心に多くの複合ビルが建設され、観光地やオフィス街に変化を遂げており、老若男女国外問わず訪れる街になった。一方、秋葉原の一般化が進むにつれて、かつてオタクが通い詰めたアンダーグラウンドな店は軒並み閉店し、一般客や観光客向けのカジュアルな店が数多く並ぶようになり、さらに同時期の地価上昇と東京都が推し進めたオフィス街化により、一般人が立ち寄れる店舗自体が減少している。ECサイトの普及で部品やグッズのために外出する必要が無くなったことも、秋葉原の小売店の減少に対してかなり大きく影響を与えている。
小規模営業店の集合体による、グレーゾーンでシステム化され切らない不完全さが様々な解釈の余地を残し、客にも深い知識を求められる反面アンダーグラウンドな魅力にも繋がっていた秋葉原において、大資本が経営する分かりやすく画一的な店（大手家電量販店、ステレオタイプな萌えを提供するメイドカフェ、外国人観光客向け店舗など）が乱立し、小規模営業店が老朽化した施設の建て替えと物件価格の高騰などにより軒並み撤退してしまったため、もはや秋葉原は文化的に形骸化したと見る見方もある。

### 沿革
- 1870年：明治天皇の勅命で、神田花岡町の火除地（現在のJR秋葉原駅構内）に「鎮火社」（通称・秋葉社）を創建。
- 1888年：鎮火社が東京府下谷区入谷町（現：東京都台東区松が谷三丁目）に移転。山崎帝國堂がこの地で創業。
- 1890年11月1日：日本鉄道の鉄道線（現在の東北本線）が上野から秋葉原まで延長。当初は旅客の扱いは無く、秋葉原貨物取扱所として駅の南を東西に流れる神田川から駅東側に堀割を引いて東北地方からの炭、米、籾をはじめとする水上貨物輸送への窓口となっていた。現在の秋葉原公園はその堀割跡である[20][21]。
- 明治中期から大正時代にかけ、秋葉原周辺は鉄道・都電など交通の便が良く、そのため特に卸売業が発達し、秋葉原駅近辺に青果市場も開かれた。
- 1908年4月19日：中央本線昌平橋駅が開業。
- 1912年4月1日：中央本線万世橋駅が開業。昌平橋駅廃止。
- 1925年11月1日：秋葉原駅 - 神田駅間の開業に伴い、東北本線の起点を東京駅に変更。
- 1928年：神田青果市場が神田多町から移転する。
- 1932年7月1日：御茶ノ水駅 - 両国駅間が開業し、秋葉原は乗換駅となる。
- 1936年：鉄道博物館（のちの交通博物館）が東京駅から万世橋駅の駅構内に移転する。
- 1943年11月1日：万世橋駅が休止（事実上の廃止）。
- 戦前から戦後にかけて：地下鉄（銀座線）・都電・国電と付近で多くの鉄道・軌道路線が立体交差をしていたことから、鉄道・交通に関する子供向け絵本に、未来都市の象徴として秋葉原が描かれることがあった。
- 1948年11月：万世橋警察署が設置される。
- 1949年：連合国軍最高司令官総司令部 (GHQ) の「露店撤廃令」により、神田小川町から神田須田町界隈の闇市で当初電機学校（現在の東京電機大学）の学生のために販売していた真空管やラジオ部品など電子部品の店舗が総武本線ガード下に移転し、現在に至る電気街の始まりとなる[22]。秋葉原駅の高架下に「秋葉原ラジオストアー」「秋葉原ラジオセンター」が開館。
秋葉原でこの頃に創業した「ムセン」「無線」と名の付く店鋪は、当時ラジオ販売を主にしていたことからそのような語句を社名としたといわれる。ここでいう「無線」とは大抵ラジオを指し、無線機を扱わない店舗も多かった。無線機器やその部品を扱う商店はかつては巣鴨付近に多く、その名残で秋葉原で無線機や電子パーツを扱う会社には、巣鴨発祥のものが現在も存在する。
- 1960年代：高度成長と連動する形で、テレビや洗濯機、冷蔵庫など家電製品の販売店が多くなり、大阪日本橋のでんでんタウンと並んで日本有数の電気街の地位を築く。
- 1962年
  - 5月31日：営団地下鉄日比谷線秋葉原駅が開業。
  - 11月：秋葉原地区初の高層ビルとなる「秋葉原ラジオ会館電化ビル」が開業。
- 1964年10月1日：台東区秋葉原の住居表示施行。
- 1969年10月：万世橋警察署が庁舎を改築。
- 1970年11月25日（6月30日とも）：電子部品の小売として先駆けの秋月電子通商が秋葉原に店舗として正式に開店[23]
- 1970年代：マイコンやジャンクを取り扱う店が登場。ステレオ音楽機器がブームとなり音楽レコード（特に輸入盤）を取り扱う専門店が増加。この頃に外国人観光客向けの免税店も登場した。
- 1970年代初頭：都電が撤去される。
- 1973年：休日の中央通りにおける歩行者天国が始まる（雨天時は中止）。
- 1975年2月1日：貨物取扱量減少に伴い、秋葉原駅の貨物営業が廃止。
- 1979年：秋葉原電気街振興会が設立。
- 1980年代：ファミコンの普及に伴って、各種コンピューターゲームソフトを扱う店が増え始め、ゲーム関連の専門店も登場する。音楽CDを取り扱う店舗が林立する。
- 1980年：「秋葉原電気まつり」が始まる。
- 1989年：神田青果市場が大田区へ移転（大田市場）。跡地は駐車場、駅前広場となる。駅前広場はバスケコートが設置されていたことでも知られる。
- 1990年代：家電量販店間の競争の激化で家電の売り上げが減少。代わってパソコンおよび関連商品を扱う店が増える。
- 1990年4月28日：国内最大級のパソコン専門店、ラオックス ザ・コンピュータ館（通称：ザコン[24]）が開店。
- 1993年 ：山崎帝國堂が本社を中央区日本橋に、工場と研究所を千葉県柏市豊四季に移転。
- 1993年頃：バブル崩壊による家電不況の影響で中堅家電量販店が相次いで廃業する。
  - 6月：ソフマップが中央通りに初出店。
  - 10月：シントク、ヒロセムセンが廃業。
- 1994年頃：パソコンパーツ（いわゆる「自作PC」の部品）を扱う店舗が増え始める。この年に秋葉原におけるパソコン関係の売上が、パソコン関係を除く家電の売上を初めて上回る[25]。
  - 6月 ：ミナミ無線電機本店内に大型パソコン専門店・T・ZONE.ミナミ店が開店。
- 1995年11月23日：Windows 95発売。
- 1990年代後半：新世紀エヴァンゲリオンなどのスターチャイルドアニメや深夜アニメブーム、パソコン・ゲーム機の高性能化による美少女やアニメを題材としたゲームソフトの流行など、アキバカルチャーが徐々に認知され幅広い層から支持を受けるようになる。
- 1997年7月：秋葉原駅前広場を会場にコンピュータ関連展示会「インターネットショーin秋葉原」が開催される。以後2001年まで毎年開催され、1999年からは「AKIBAX」の愛称がつけられるなど、秋葉原の夏の一大イベントとなる。

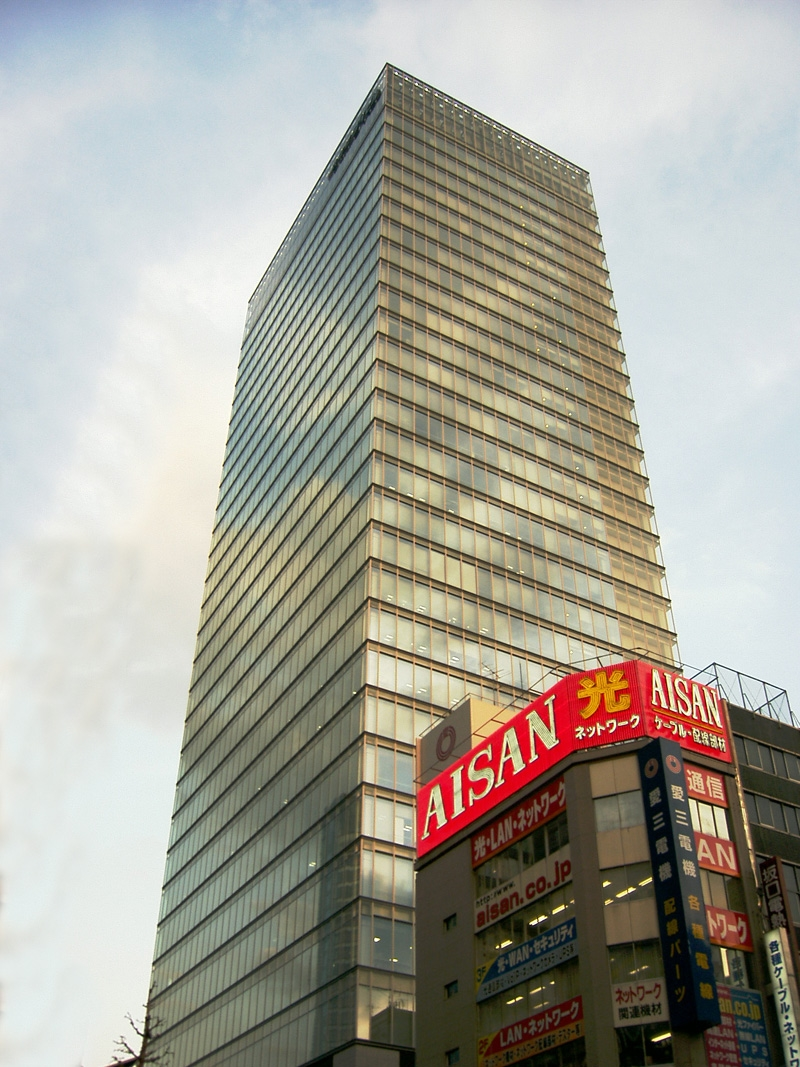
秋葉原クロスフィールド内
秋葉原ダイビル（2005年3月竣工）

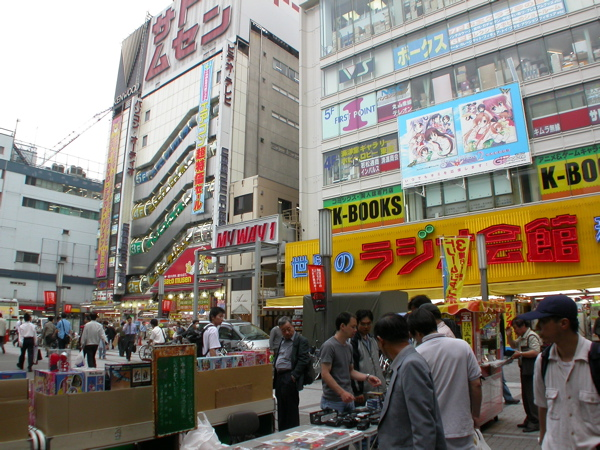
電気街口（2003年）'

- 2000年頃：メーカー製コンピュータの販売と高級オーディオ機器販売店の規模が縮小し、代わってアニメ、ゲーム、音楽・映像ソフトなどを扱う店舗が増加する。
  - 12月:万世橋警察署が現在地に移転。
- 2001年:喫茶店「東洋」が日本初の公衆無線LANサービス「ブロードバンドカレー」を開始[26][27]。
- 2001年7月31日：再開発のため電気街口北側の駅前広場が閉鎖される。
- 2002年頃：アダルト関連グッズを扱う店舗も秋葉原駅電気街口周辺に進出する。
  - 5月31日：T-ZONE.本店（T・ZONE.ミナミ店より改称）が閉店。
  - 6月25日：安全で快適な千代田区の生活環境の整備に関する条例（通称：千代田区環境保護条例）が制定。秋葉原のほぼ全域が路上禁煙地区に指定される。
  - 10月10日：T-ZONE.本店跡地に国内最大級のホビー店・アソビットシティが開店。
- 2003年7月22日：日本通運本社が秋葉原から汐留へ移転。
- 2004年
  - 4月11日：アソビットシティが閉店。
  - 8月14日：アソビットシティ跡にドン・キホーテ秋葉原店が開店。
- 2005年頃：駅周辺の再開発やオタク文化の流行等の影響でマスコミもおたく文化ブームに注目し始め、秋葉原の大衆化が加速する。一方でこの頃より古くからの電気街周辺の店舗・施設の統廃合が相次ぐ。
  - 6月2日：JR秋葉原駅昭和通り口にアトレヴィ秋葉原が開業。
  - 8月24日 ：首都圏新都市鉄道つくばエクスプレス (TX) 秋葉原駅が開業。貨物駅跡地に車寄せや駅前広場が整備され、JR秋葉原駅に中央口改札が新設。
  - 9月16日：旧貨物駅隣接の運輸会社倉庫跡地にヨドバシカメラマルチメディアAkiba・タワーレコード秋葉原店が開店。
  - 10月22日：東京国際映画祭の併催企画として「秋葉原エンタまつり」が開催、以後毎年開催。
  - 12月8日：ドン・キホーテ秋葉原店8階のAKB48劇場で秋葉原発のアイドルユニットAKB48がデビュー。
- 2006年
  - 3月9日：駅前広場・駐車場になっていた神田青果市場跡地に秋葉原クロスフィールドが開業。
  - 5月14日：交通博物館が70年の歴史に幕を下ろす。博物館は2007年、さいたま市に鉄道博物館と改称して移転開館。
  - 10月16日：都内で初めての区営有料トイレがJR秋葉原駅中央改札口前ロータリーに設置される。
  - 12月22日：駅前広場の閉鎖のため2002年以降休止していたAKIBAXが「AKIBAX2006」として復活開催。
  - 12月31日：JR秋葉原駅の駅ビルアキハバラデパートがビルの改装と耐震工事のため閉店。
- 2007年
  - 9月20日：ラオックス ザ・コンピュータ館が閉店。
  - 10月：JAPAN国際コンテンツフェスティバルの一環として「Japan Animation Contents Meeting」「ASIAGRAPH」が開催。
- 2008年
  - 4月17日：TX秋葉原阪急ビルが開業。入居する阪急系列のホテル「レム秋葉原」と商業施設アキバ・トリムも開業。
  - 6月8日：中央通りと神田明神通りの交差点で秋葉原通り魔事件が発生。これ以降、日曜日の午後に中央通りで実施されていた歩行者天国が中止。
- 2009年6月4日：日本通運本社跡地に住友不動産秋葉原ビルが竣工。
- 2010年
  - 1月26日：防犯カメラが外神田三丁目に設置され運用が始まる。その後増設し周辺の外神田一丁目などでも4月1日より運用開始[28]。
  - 11月19日：JR秋葉原駅の耐震補強・改築工事が完了し、アキハバラデパート跡に新駅ビル「アトレ秋葉原1」が開業[29]。同時にアトレヴィ秋葉原が「アトレ秋葉原2」に名称変更[30]。
- 2011年
  - 1月23日：中止されていた歩行者天国が6月26日までの試験という形で再開。休止前の時より実施区間の距離を短縮し、実施も日曜日のみになる[31]。
  - 3月16日：3月11日に発生した東北地方太平洋沖地震（東日本大震災）の影響を受け、節電や混乱防止を理由に歩行者天国が休止[32]（4月17日に再開）[33]。
  - 7月1日：旧ラオックス ザ・コンピュータ館のビルがAKIBAカルチャーズZONEとして開業[34]。
  - 8月4日：秋葉原ラジオ会館が老朽化に伴う建て替えのため一時閉館[35]。
- 2012年
  - 11月1日：エリアポータルが地上一般放送局の免許取得[36]。
- 2013年
  - 1月17日：旧交通博物館跡地にJR神田万世橋ビルが完成。
  - 3月7日：ソニーが地上一般放送局の免許取得[37]。
  - 9月14日：旧万世橋駅遺構を利用した商業施設「マーチエキュート神田万世橋」が開業。
  - 11月30日：秋葉原ラジオストアーが閉館。
- 2014年
  - 3月20日：東京ワンセグ放送が地上一般放送局の免許取得[38]。
  - 7月20日：建て替えが完了した秋葉原ラジオ会館が再開業。
- 2015年
  - 3月31日：ソニーが地上一般放送局を廃局。
- 2016年
  - 1月8日：第1回「秋葉原映画祭2016」が開催、以後毎年開催。
  - 5月15日：2017年4月中旬完了予定でJR東日本秋葉原ビルの解体を開始[39]。
- 2019年
  - 3月19日：東京ワンセグ放送が地上一般放送局を廃局。
  - 10月7日：JR東日本秋葉原ビル跡地に「JR東日本ホテルメッツ 秋葉原」が開業[40][41][42]。

## 地域

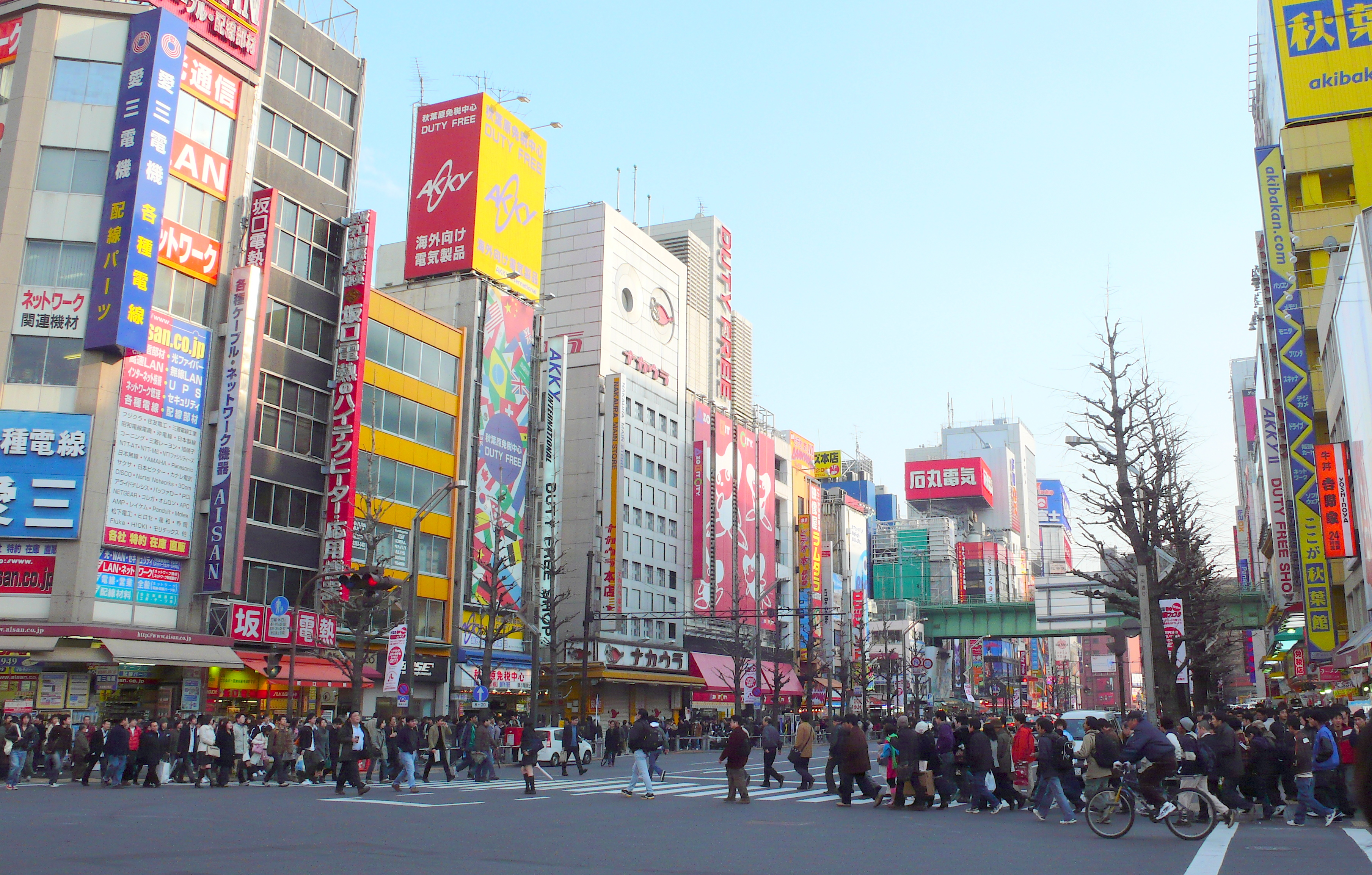
秋葉原（2007年3月17日）

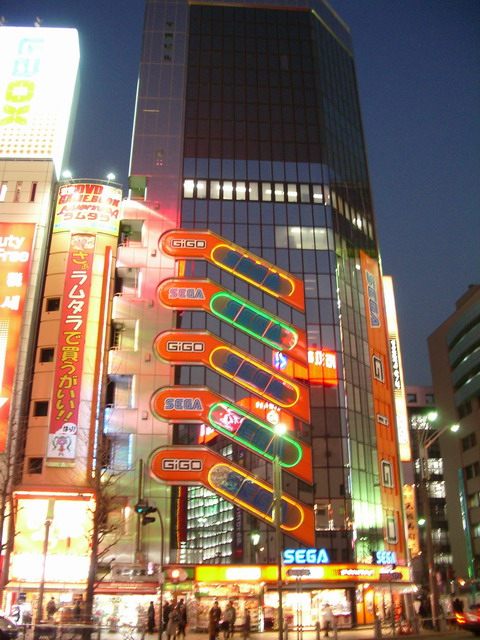
セガのアミューズメントセンター「秋葉原GiGO」（2006年）

「世界有数の電気街」として有名。大須、日本橋とともに日本三大電気街として広く認識されている。さらには日本全国はもとより、世界各地から観光客が訪れ、まさに「世界有数」である。
だが「家電量販店がひしめき合っている」、「一般家電品が安く買える」という意味での電気街は、バブル崩壊後の不景気による節約志向や、郊外に店を構える大型量販店、ネット通販が台頭してきたこともあって1990年代から徐々に衰退の方向にあり、扱われる商品にも色濃く反映されている。
一般向けの量販店が通常取り扱わない電子部品を扱う販売店（その多くは終戦直後に神田須田町界隈の闇市で露天商として創業したが、GHQによる「露店撤廃令」で現在の地に移動した）は現在でも秋葉原駅近くの総武線ガード下や裏通りを中心として根強く生き残っており、「秋葉原電気街」の源流は今もなお命脈を保っている。これらの商店では他では得難い部品も多々流通している。
昭和中期はハイファイオーディオやアマチュア無線さらには音楽（特に輸入版ソフト）の愛好家、1980年代頃からはパソコンマニアが集まるマニアの街として知られた。衰退しつつあった秋葉原系の家電量販店に変わり、1990年代には当時普及しつつあったパソコン関連の店が増加していった。
1990年代後半にはそれらのPC・IT関連の店だけでなく、アニメ・ゲームマニア向けのソフトウェア（コンテンツ産業の商品を含む）を取り扱う店が増えてくる。最初のうちはアニメやゲームを好むのは一部の人間だけとされていたが、次第にオタク文化が広く大衆化した。秋葉原での家電販売が北関東YKKやビックカメラ・ヨドバシカメラに押されて1990年代以降不振になり、パソコンショップも通販シフトしていった一方で、好調に推移するコンテンツ産業の中心地として注目されていった。こういった文化や秋葉原に集う人々の総称として2000年代中頃に「アキバ系」という言葉も生まれた。
秋葉原という街全体がコンテンツ産業の商品を幅広く扱う街となってからは、マスコミに秋葉原の文化が頻繁に取り上げられるようになり、この頃より秋葉原電気街は「アキバ」として世界に広く知られる様になる。こと21世紀に入り日本のコンテンツ産業がインターネット経由で知られるようになると、日本以外の国の人々もアニメや漫画に興味を持ち秋葉原を訪れるようになった。
2005年のつくばエクスプレス開業とヨドバシカメラマルチメディアAkibaの開店は秋葉原の大衆化に拍車を掛けることとなったが、その一方で古くより秋葉原に地盤をもっている家電量販店は販売不振から、店舗の統廃合や撤退が相次いだ。同年には電気街口北側の駐車場跡（かつての神田市場の跡地）に秋葉原クロスフィールドの施設として、産学連携プロジェクトやオフィス機能などを持つ超高層ビルの秋葉原UDXや秋葉原ダイビル、超高層マンションのTOKYO TIMES TOWERも誕生し、ヨドバシカメラと並びそれまでの秋葉原のイメージとは大きく異なる存在感を放っている。この頃より路上での販売行為に対する監視が厳しくなった。それまで裏通りの路側帯の内側に陳列することで摘発されないという暗黙の了解が存在していたが（通称「白線ルール」）、2006年以降は警察より厳重に注意を受けるようになったため、出店者はビルの敷地内や駐車場を利用して出店するようになった。
2008年には東京都交通局が運行を開始した観光路線バス「東京→夢の下町」の経由地に秋葉原が含まれているなど、秋葉原は急速に観光地化した。休日の秋葉原は女性だけの集団や、カップルで歩いている姿も珍しくなくなり、カメラを手にした外国人観光客もあちらこちらで見ることができ、「秋葉原電気街」の変化は特に著しいものとなった。
電気街と山手線を挟んで反対側に位置する昭和通り側は住宅と大小さまざまな企業が密集したオフィス街となっており、平日には多くのサラリーマンやOLが歩いている。なお、用途地域は全域において商業地域である。
他方で秋葉原は電気街だけでなく、かつては青果市場の町としての側面もあった。1989年に大田市場に移転するまでは、秋葉原駅前に神田青果市場が存在し、神田市場向けに営業していた飲食店や青果店が多く軒を連ねていた。神田市場跡地は再開発で秋葉原クロスフィールドへと生まれ変わったが、当時から変わらず営業している一部の店舗が往時を偲ばせている。また、秋葉原駅には1970年代まで貨物駅があり、当時多くの運輸会社が秋葉原周辺に拠点を置いていた。日本通運が2003年まで秋葉原に本社を置いていたことや、日本農業新聞の本社が秋葉原にあることはその名残でもある。
2007年の麻生太郎の街頭演説が人気を集めて以降、自由民主党の街頭演説の聖地となっている。しかし2021年の衆院選で当時の総裁岸田文雄が恒例となっていた選挙戦最終日の秋葉原演説をせず大井町を選んだ際には、脱麻生太郎・安倍晋三、品川区のように下町をなぎ倒し再開発の暗示ではないかと様々な推測がされた。

## 主に販売されている商品
前述した通り秋葉原は電器店街として国際的にも知られている街であるが、そこで扱われている商品は時代の流れに合わせて激しく変遷を経ており、必ずしもエレクトロニクス関連の商品や家電製品ばかりというわけではない。

### 電子部品
電気街の元祖ともいうべき、戦後のラジオ部品販売（初期には日本軍やアメリカ軍からの真空管などの電子部品のみならず、戦車の転輪等の放出品があったという）に由来する。総武線ガード下に並ぶ店舗は僅か2畳程度の店もあり、派手さこそないもののICやコンデンサ、スイッチやコネクタといった小物などの販売店が営業中であり、特定の部品のみ扱う専門店も見られる。
一見した限りでは零細商店に見える店舗も、事業の発展により部品卸業者として発展し現在では本社機構は近隣のビルに構えて各種企業を相手にビジネスを展開し、電気街の店舗はパイロット店・個人向け販売店やホビー向けの色彩の強い店として営業を行っていることも珍しくない。
様々な部品が一つずつ購入できるので、学生や研究者が実験などに使う部品を調達したり、メーカーの技術者が開発中の商品用の（試作や調整用として）ちょっとした部品を秋葉原で調達することも多い。
電子部品調達という点では、秋葉原は今でも世界一の「電気街」と言っても過言ではない。電子部品に限らず、工具や測定器から線材・ネジ・ケース類・結束用部材などの、電気工作や工事に必要と思われるものは、およそ何でも調達でき、電気・電子関係と目される機器製作においては、ほぼ秋葉原内の店舗を巡るだけで、必要な工具や資材が入手可能である。時代の変化と共に一般向けの生産が終了している真空管であっても、主にロシア製の同等品が陳列販売されている一方、廃番品の中でも需要の根強い部品（特定型番のゲルマニウムトランジスタなど）については品薄となり、今では入手不可能となったものも存在しているが、このようなものについては「秋葉原で入手できないものは諦めるしかない」という状況が起きる一方、逆に店舗やメーカーの棚卸などで少量発見された廃番品が在庫処分品として売り出されることもある。

### 家電製品

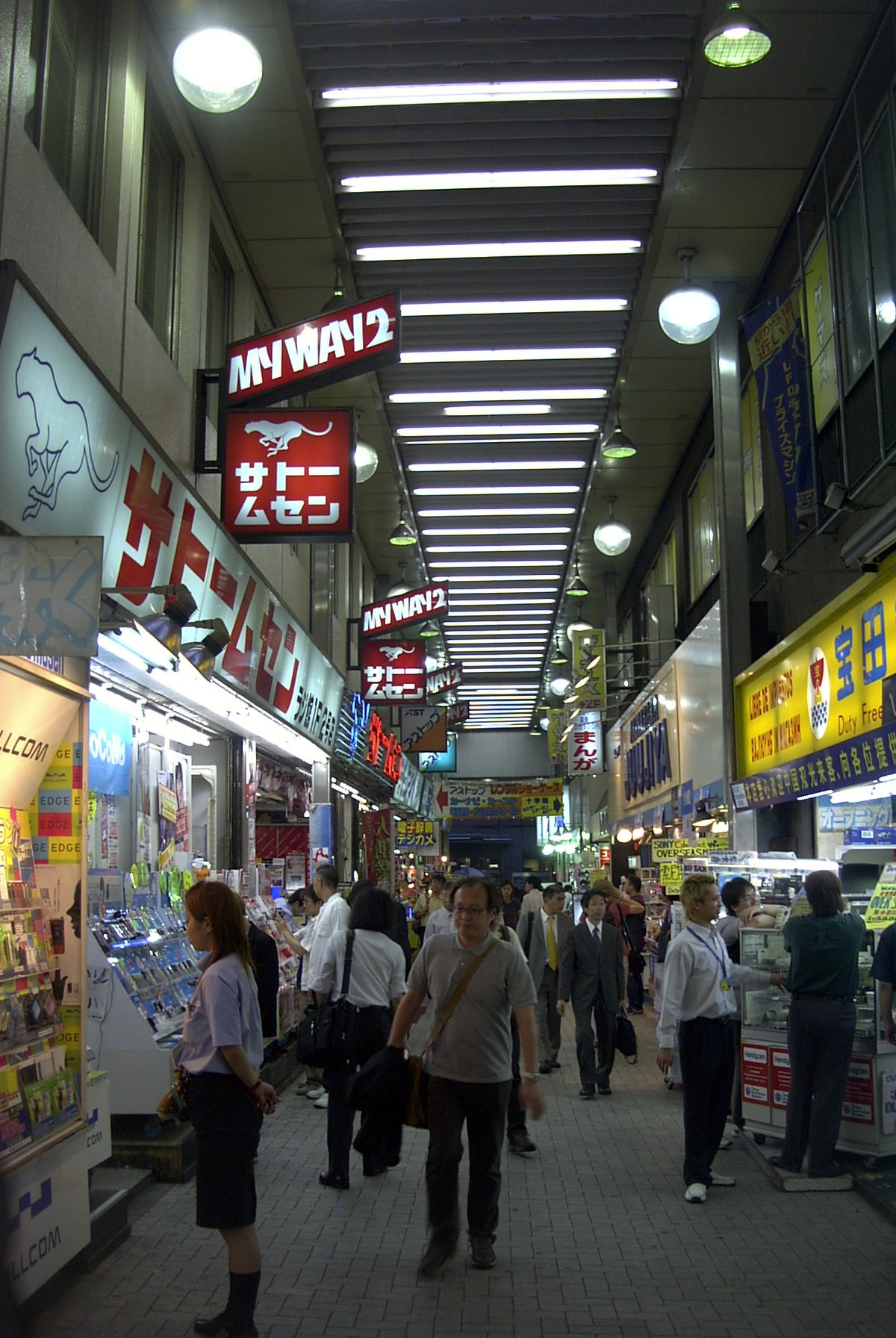
ラジオ会館脇に存在したアーケード街「MY WAY2」。かつてのサトームセンがあるのが分かる。

家電製品、とりわけテレビや洗濯機などの白物家電は秋葉原が長らく取り扱っている販売面で見ても国内の最先端地であった。
企業や店舗チェーンとして現存しているかは別として、秋葉原から発祥して後に総合家電量販店として一時代を築いた店舗にも、最初は業者などを相手にした小売・卸売店からスタートしている場合が多い。1960年代から1970年代にかけ、テレビ・冷蔵庫・洗濯機・オーディオ機器などが一般に大量普及していく過程で、多くの店が現在のような家電量販店業態に転換、全盛期には関東地方全域・新潟県・山梨県・静岡県辺りまで商圏があったといわれる。
しかし、利便性や効率性で勝る郊外型家電量販店が台頭した1990年代以降は厳しい価格競争に晒されることとなる。元々、秋葉原の家電量販店は大手と呼ばれる規模でも、その旗艦店を除けば多くは小・中規模の店舗が分散して立地していた。これは、大規模店を建てる広い土地を確保しづらかったためで、狭さを高層化で補ったことによりコストが嵩んだ。また、大規模店を計画しようにも、大規模小売店舗法や地元商店会の反対で、簡単には出店できなかった ほか、余所からの家電店の進出を暗に妨害するなどして、電気街内で競争を避ける慣れ合いの体質が存在した。このほか、電気街周辺に需要に対して駐車場が少ないなど、環境面の要因もあった。これに関しては、神田青果市場跡地が駐車場に転用されるなど対策はとられたものの、抜本的な解決には至らなかった。
そこへ折からの家電不況も重なり、1993年にシントクやヒロセムセンなど中堅量販店が相次いで廃業したのを皮切りに、電気街の家電量販店は縮小の方向に転じていった。1990年代中期に入るとパソコン本格普及の過程でラオックスなどパソコンに力を入れていた店が一時的に活況を呈したが、2000年代初頭にはバブル崩壊以降経営不振が続いていたロケットや第一家庭電器などが行き詰った。
2000年代に入ると、郊外型量販店の他にカメラ系量販店を中心とした都市部駅前の超巨大店舗との競争も本格化し、さらにパソコンの需要の頭打ちや単価下落などで業況が悪化。2005年に電気街から線路を挟んだ反対側にヨドバシAkibaが開業すると、それに押される形で急速に量販店の統廃合が進みサトームセンやナカウラなどが消え、現在では電気街側に残る大型家電量販店は数えるほどまでに減少した。現在、残っている家電量販店は大手家電量販店の傘下に入ったり、外国人向けの免税店業態に転換する等して生き残りを図っているのが現状である。
一方で、海外仕様の家電を多く取り扱っている店は外国人観光客で繁盛しており、大勢の中国人観光客が大型バスで乗り付け、家電製品や日用雑貨などを大量に購入していく姿は、日本のメディアでもしばしば報道される。

### アマチュア無線機
ラジオ部品販売とも関連するもので、アマチュア無線が映画（原田知世「私をスキーに連れてって」等）などで取り上げられて大きなブームとなった1980年代までは中央通り沿いなどを中心に多くの販売店があったが、アマチュア無線市場の縮小に伴い2008年時点では4社に減少した。アマチュア無線の一分野であるパケット通信がPCの知識を必要とするなど、比較的ユーザー層が近いこともあり、全盛期にハムショップとして知られた店舗には後にPCパーツ系のショップへと業態転換したものも多い（例：九十九電機→Tsukumo、トヨムラ→T-ZONE）。
なお、かつては「無線のメッカ」といえば秋葉原ではなく巣鴨のことであった（日本アマチュア無線連盟本部があることに由来する）。そのことから、当初は巣鴨周辺に店舗を構えていた無線機器や無線関係のパーツ・電子部品の販売店が、時代の変化と共に秋葉原に移転して、現在は電子部品などのショップとなっているという歴史的経緯を持つ店舗も存在する。このケースとして知られる現存するショップには千石電商があり、その本社は現在も巣鴨駅にほど近い文京区千石に所在している。

### 鉄道模型

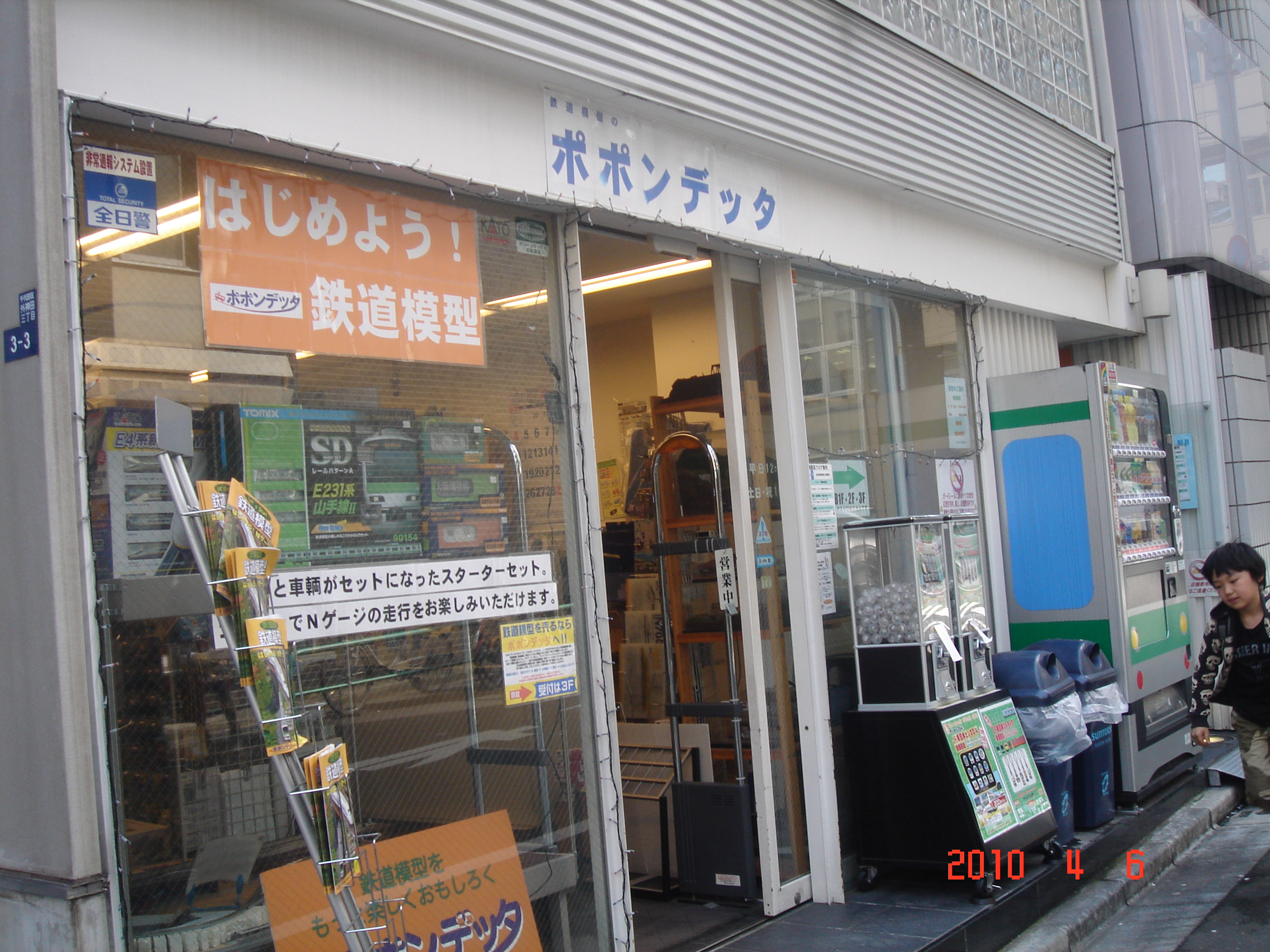
ポポンデッタ秋葉原店

ガレージキットの店が秋葉原に進出し始めたのは1990年代後半だが、2006年まで交通博物館が近隣に存在していたこともあり、鉄道模型は鉄道関連グッズは秋葉原界隈で古くから取り扱う店舗が存在する商品の一つである。
近年は新規メーカーの参入や車両形式ごとの作り分けにより製品のバリエーションが著しく増大しており、店舗数も家電量販店での取り扱い開始やホビーショップの新規出店のみならず、中古鉄道模型専門店やレンタルボックス、委託販売を利用した中古市場の成立により著しく増加しており、日本有数の激戦区となっている。因みに現存する日本最古の鉄道模型メーカーであるカワイモデルも、秋葉原（正確には神田須田町）に店舗を持つ。

### パソコン（PC）関連
1976年にNECがTK-80の宣伝・普及のため、秋葉原ラジオ会館にショールームBit-INNを開設した事を皮切りに、当時はマイコンと呼ばれたパソコン関連商品を扱う店が登場したとされる。後に8ビットパソコンのようなホビーパソコンと呼ばれる趣味に供するためのコンピュータ市場が発生すると、メーカー直営から専門店まで、幅広い商店が軒を連ねた。この当時より無線機器やそのパーツ類を扱っていた商店が趣味の電子機器として個人向けコンピュータ製品を取り扱い、その中からは後にパソコンショップに業態転換するものも現れた。
1980年代以降にはビジネス関連で業務のOA化が進んだ事から、家電製品などとともにメーカー製PCとその周辺機器の販売が次第に増え始め、企業相手にOA機器を取集う店舗がその取扱品の一つにパソコンを含めるケースも増えていった。販売商品の主流は当時日本国内で大きなシェアを占めていたNECのPC-9800シリーズやエプソンのNEC互換機で、ホビーユースでも8ビット御三家のように三強が覇権を争う市場が存在したが、この競争で主要シェアを獲得できずマイナーな存在に甘んじた他のアーキテクチャのみを専門に取り扱う店も普通に存在し、また商売として成立していたのが当時の秋葉原電気街の奥深さであり、地方都市では通信販売以外に事実上入手手段が無い製品や補修部品であっても秋葉原ならば専門店で店頭入手が可能ということも多かった。とりわけマッキントッシュやMSXなどの専門店は長らく残っていた。
1990年代初頭からは、日本国内ではまだマイナーな存在であったPC/AT互換機（当時はDOS/V機と呼ばれる事が多かった）が台頭し、ショップではハンドメイドで組み立てたPCの販売が始まり、ユーザー自身で組み立てる自作パソコン向けのパーツを扱う店も見られるようになる。当時主流であったNECのPC-9800シリーズよりも安価で、かつこのパーツの中にはメジャーメーカーではなかなかお目にかかれない特異な仕様のカスタムパーツも多く、アングラを好む自作パソコンユーザがアキバに集結する源流を作り出した。
爆発的な需要を生み出したオペレーティングシステムであるWindows 95のリリース以降は、それまでの白物家電に替わってパソコン関連製品が秋葉原の販売の主流を占め、それに伴って数多くのパーツショップが秋葉原界隈に林立し、一時期は秋葉原を指して「パソコン街」と呼ばれることも多かった。このこともあり、バブル崩壊以降に、数多くの老舗家電量販店が低迷や破綻に至り都内では低下の一途を辿っていた秋葉原電気街のブランド力も、こと当時成長産業であったパソコンに限れば、その後もしばらくの間は地方や郊外部ならば十分に通用するものであった。また、従来からの店頭販売主体のパソコンショップのみならず通販主体のパソコンパーツショップや直販メーカーでも、秋葉原に直売店舗を構えることを一種のステータスや信用と見なすパソコン小売業界の黎明期からの考え方が当時はまだ根強く存在していた。そのため、1990年代には「アキバ電気街のパソコンショップ・PCメーカー」という箔付けを求めて、他地域創業のパソコン関連企業・商店が秋葉原へと進出し、販売戦略に利用した事例は数多い。この分野では現在秋葉原に店舗を設置していないものや現存しないものにも、過去に秋葉原へと進出し店舗を設置していた事例は枚挙に暇がなく、店舗のみならず本社や主要な営業拠点を置いたものも少なくない。
経度や時差の都合などもありOSなどの基幹ソフトや自作パーツは世界で最初に販売が開始されることも多い。しかし、1990年代後半からコモディティ化していったパソコンのセットや主要パーツの販売単価の低下や、激しい競合の中で一部の店舗が過剰な価格破壊路線に走ったことに起因する慢性的な低利益率の業界体質、通信販売の普及、大型家電量販店との競合などによる集客力の低下、2005年のつくばエクスプレス線開業や再開発計画の進捗が要因となった家賃の高騰 などが複合的に重なり、ここ数年では経営的苦境に追い込まれた老舗ショップ・著名ショップの撤退や経営破綻が相次ぐなど衰退傾向を如実に示しており、全盛期の勢いは見る影もない。しかし、全国的にパソコンショップや自作ショップという業態そのものが衰退傾向にある今もなお、ホビー用途の自作PC用パーツを中心に周辺機器類、各種サプライ、中古・ジャンク商品の充実ぶりでは他地域の追随を全く許さず、前述した自作PCユーザーが集う街としてのアキバの集積度は国内屈指のものである。
また、メーカーが発表していないマイナーなモデル（特定の法人向けの専用仕様品など）や発表前の先行モデル（技術者向け評価版を含む）など、いわゆるバルク品と呼ばれる一般ユーザーへの発売を前提としない商品を店頭で取り扱っている店舗は現在でも若干数存在しており、通信販売での取り扱いも無く秋葉原に来なければ到底入手できない特殊なパーツが掘り出し物として出てくることもある。
このようなコンピュータ製品販売の全国でも比類なき集積度の高さゆえに働く地理的な有利性は大きく、これを活かして新発売の商品をメーカーの発売日前に販売され話題となることも珍しくないほか、Microsoft Windowsの新バージョンやiPhone・iPadの新型モデルなど一般大衆の注目を集める新商品の発売時には秋葉原界隈の店舗に大量納品され開店時には店頭に行列が出来たり、秋葉原の販売店で新発売の記念セレモニーが行われることもある。このような光景をマスコミが取材しニュース番組などで放映されることも恒例のものとなっている。

### ジャンク品関連
上述の通り、電気街の歴史をその発祥まで遡ると、終戦直後の闇市における駐留軍などが放出したジャンク品（がらくた）と呼ばれる無線機や部品類の販売にたどり着く。2000年代ではパソコンやデジカメ、家庭用ゲーム機の中古品を扱う店舗も増加した。店舗を構えていることもあるが、土日祝には路上やガレージでジャンク品を販売している者も見ることができる。どの店に何があるかや何が入荷しているかというのは、目利きができる人にとってはある程度予測できるが、観光客にとっては一種の運である。ジャンク品専門店巡りは、秋葉原ならではの楽しみといえる。
近年、日本各地に郊外型の大規模中古品店舗（ハードオフなど）が増え、ジャンク品も扱われるようになってきたが、秋葉原は質・量共に他地域の追随を許さない。特に保守・組み込み系パーツでメーカーや大口ユーザーが放出するようなジャンク品は、日本でも秋葉原でしか扱われないことが多く、わざわざジャンク品を目的に秋葉原に来る人もいる。またジャンク関連の店舗は地区のあちこちに存在するため、目的のものを見つけるのは容易なようで難しく、マニアともなると目的が無くてもリピーター的にジャンク屋に足を運ぶことも珍しくない。
扱われるジャンクは、無線機器からコンピュータ関連（新旧問わずパーソナルコンピュータからサーバー関連まで）、あるいは映像音響機器のほかコンシューマーゲームからアーケードゲーム、パチンコ台などの部品や各種業務用機器類まで多岐に渡り、その各々に専門店があるほか、素人には分類不能なものを分解して半導体など電子部品を調達することを目的とした完全な「がらくた」を専門に扱う店もみられる。
またジャンク品と並んで、使途不明なオプション品（新品を含む）などが売られるケースがある。これらは何らかの本体が必要になるが、簡単な説明（あるいは憶測）が付いていれば良い方で、店側にも正体が判らない場合もある。中にはパッケージされた製品もあるが、基板が剥き出しの状態で売られ、取扱説明書もないため、端子や基板上のチップなどから用途を推定しなければならない。
ジャンク品の入荷は上述のような捨てられる予定の部品を一度に大量に仕入れるためまれに掘り出し物が含まれていることもあり、知識を持つ者にとってはそれが一つの魅力となっている。

### 音楽ソフト
1960年代から1980年代にかけて、Hi-Fiオーディオの流行とともに、音楽を嗜好する需要に着目した音楽ソフト（レコード、コンパクトディスク）を販売する小売店が増加した。当時から販売店舗が少なかった輸入版ソフトを広く取り扱っていたため、音楽マニアが多く訪れた。
1980年代後半はCDの普及とともに日本国内・日本国外問わず種類・在庫量ともに豊富な品揃えで隆盛したが、大型電気店での取扱いや外資系CDショップの国内展開、2000年代後半には電子商取引やダウンロードによる音楽配信が主流となり、一時の隆盛は鎮まっているが、クラシック音楽では外資系ショップでは入手できないような稀少品が店頭に並んでおり比較的安価で容易に入手できる。1990年代からは店舗で販促のためイベントを行うアイドルなどが増加し、店頭にアイドルの等身大ポスターを掲げたり、楽曲を大音量で流しCDやDVDの店頭販売を行っている店舗もある。アニメショップ等ではアニメ・ゲーム・声優関連のソフトに特化した品揃えを行っている。

### アニメ・ゲーム・ノベル・コミック関連

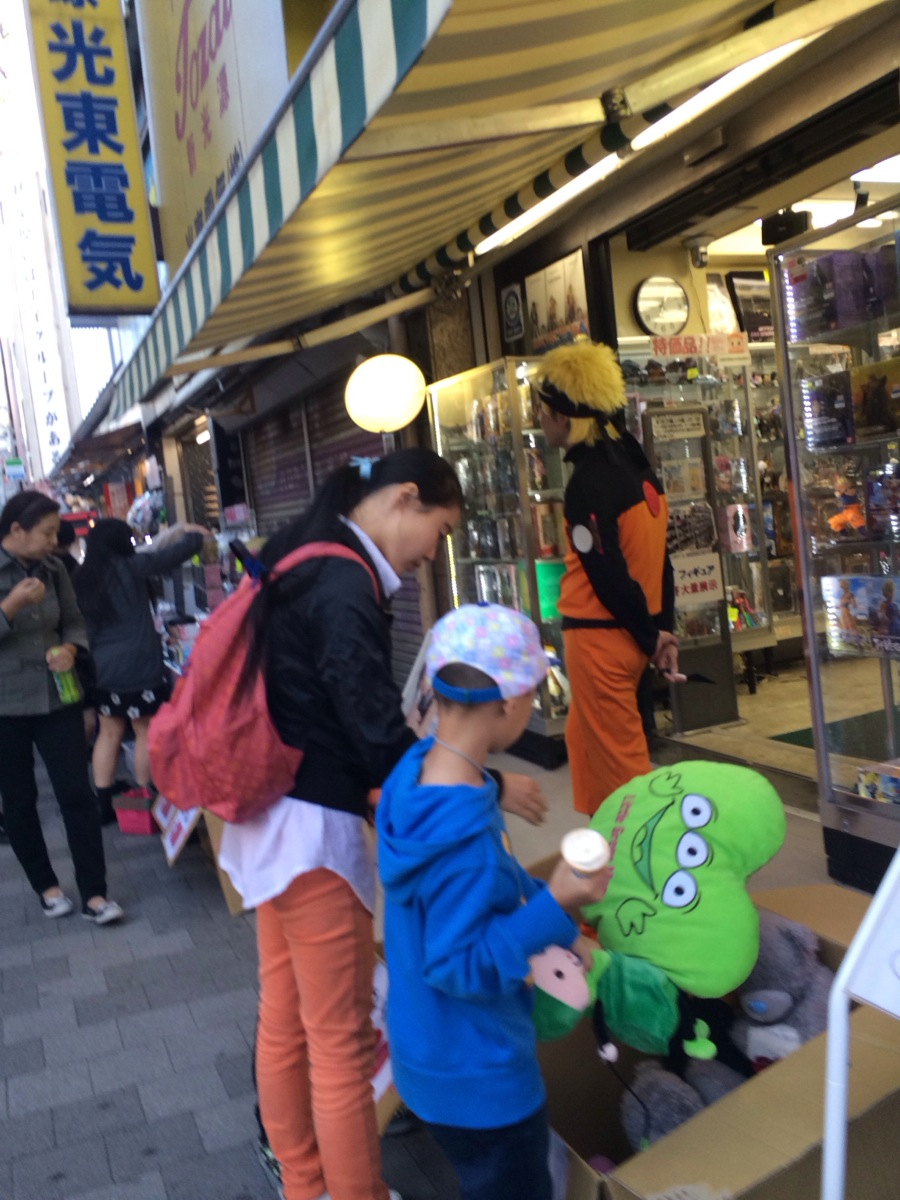
ナルトコスプレ、ゲームとアニメ店（2015年）

ファミコンなどの家庭用テレビゲーム機が一般普及した1980年代頃より、各電器店でゲームソフトの取り扱いが増加。メッセサンオーなど、一般の電器店からゲーム専門店に転換した店も現れた。1990年代に入ると、ゲーマーズなどゲームソフトのみならずサブカルチャーを総合的に扱う店も増加し、パソコンとインターネットの普及によりパソコンソフトはもとより成人向けのアダルトゲームも売り上げを伸ばした。1990年代以後もゲーム・アニメ・ライトノベルなどの文化は成長し一般にも認知されていき、2000年代の萌えブームの形成に際して大きな影響を与えた。
秋葉原ではそれらのカルチャーの先進地・発信地としてメイド喫茶やコスプレショップ、まんだらけなどの同人誌販売店やアニメイト、とらのあななどのアニメ・ゲームグッズショップ、フィギュアを販売・委託販売（→レンタルショーケース）したり、製作するためのパーツを売るボークスなどのショップが多く誕生し、2000年代初頭からも販売不振で姿を消した家電販売店の跡地の空き店舗などに次々と開店し、この様なアニメやゲームのキャラクターのポスター、看板等を店先に出している店舗も多く見られる。ただし、家電店やパソコンショップと同様にその消長盛衰は激しく、数多くの店舗が現れる一方で、また姿を消している。
また、販売店のみならず、アニメ・ゲームソフトなどの企画・開発・制作などを行う企業が秋葉原の界隈に本社や何らかの拠点を構えていたり、あるいは過去に置いていた事例も多い。

### 防犯カメラ・防犯グッズ
セキュリティー商品の一般住宅向け用に需要が増加してきたため、防犯カメラや防犯グッズを取り扱う店舗が増えてきた。国内外を問わずに取り扱っていて、高性能の暗視カメラやデジタルレコーダーなどを取り扱っている。防犯グッズは、『スタンガン』・『特殊警棒』・『防犯スプレー』・『防犯ブザー』などを置いている。

### 飲食店

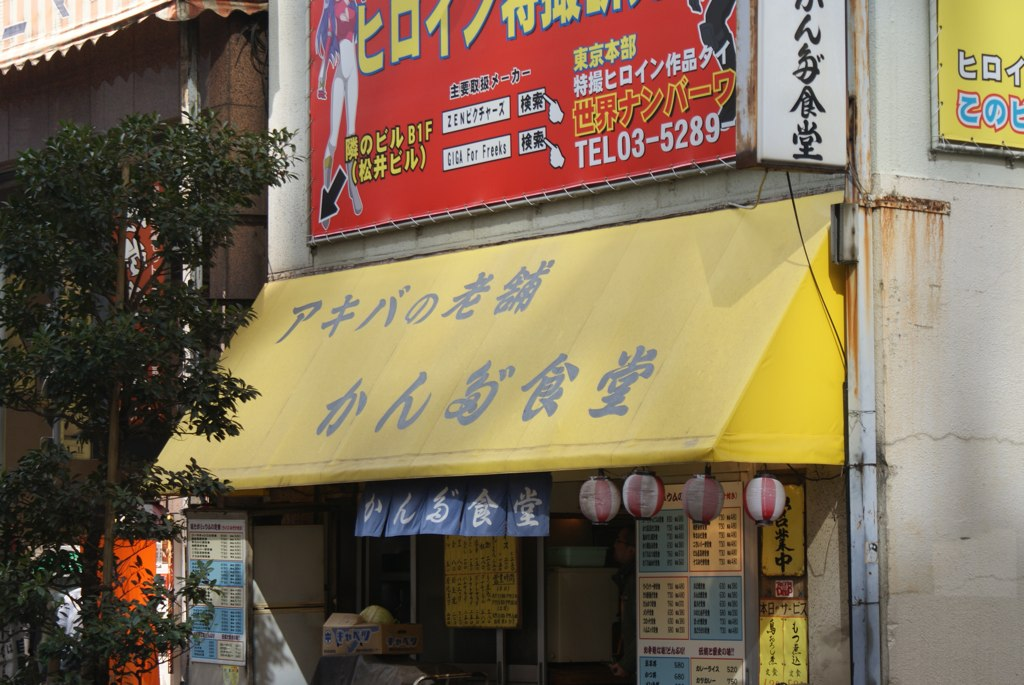
秋葉原で営業する老舗の食堂（かんだ食堂 2018年3月閉店）

かつては貨物駅と青果市場を抱えていたため、秋葉原駅周辺では荷役業者や市場の出入り業者、市場で働く従業員を主な対象とした大衆食堂やラーメン店などが多数営業していた。だが、1975年に貨物駅が廃止となり、1989年に市場も大田移転に伴い閉鎖されると、それらの店舗の大半は姿を消した。サンボ、あだちなど当時から営業を続けて現存する店舗もわずかに残るが、1990年代を通じて電気街の中だけでは飲食の需要に対し供給が絶対的に少なく選択肢も限られていたのが実情で、飲食時には秋葉原の外へ一旦出て店舗数が多くバリエーションも豊富で比較的安価な御茶ノ水・神田などの近隣の学生街に向かうのも一般的であった。1990年代初頭にはファーストフード店やカレー店などが若干開店、休日の中央通りには屋台が数多く見られた時期もあったが、自治体の方針や警察の取り締まりにより路上営業の屋台は全て消えていった。1990年代中頃から従来より店を構える喫茶店や定食屋、駅ビル内の飲食店などのほか、新規の外食産業も徐々に進出。この頃にはすでにチチブデンキが店頭の自販機でおでん缶を販売していた。また、秋葉原駅から昭和通り沿いやその通りを面した向かいに当たる地域は居酒屋などを中心に飲食店が多く店舗を構えており、電気街からは外れるがそちら飲食するものも一定数いた。
2000年代中期に秋葉原の再開発が進むと、観光客をターゲットに据えた大手外食チェーンの開業が相次ぎ、繁華街として賑やかさが増している。また中東・トルコ系の羊肉料理であるドネルケバブの店舗も数店ある。2005年6月には秋葉原駅昭和通り口に飲食店ビルアトレヴィ秋葉原（現アトレ秋葉原2）が、2006年3月には秋葉原UDXビル内に飲食街AKIBA_ICHIが開業し、2010年11月19日にはアキハバラデパート跡地にアトレ秋葉原1が開店、テナントとして数多くの飲食店が入り、昼夜を問わず多くの人々に利用されている。
一方で、九州じゃんがら本店をはじめとするラーメンの著名店の系列店やチェーン店が多数出店し、2004年には九十九電機がラーメンマップを配布した。また、カレー専門店の出店も相次いでおり、以前からあったカレー専門店やチェーン店、インド料理店なども含めて、カレー店の激戦区と化していると報道された。
喫茶店も、前述のようにサブカルチャーの台頭に伴い、メイド喫茶の中心地かつ最先進地となったほか、ドトールやプロント、スターバックスなどの従来の大手チェーンも出店しており、多様化している。また、秋葉原周辺には元来オフィス街としての一面があり、同時に秋葉原駅はつくばエクスプレスの開業によりハブ駅としての機能がより高まったことから、仕事帰りに寄る人や遅い時間までいる人をターゲットに閉店時間の遅い店舗や深夜営業を行う店舗も増え、居酒屋やバー、カラオケボックスやネットカフェも多数秋葉原に出店している。

### その他

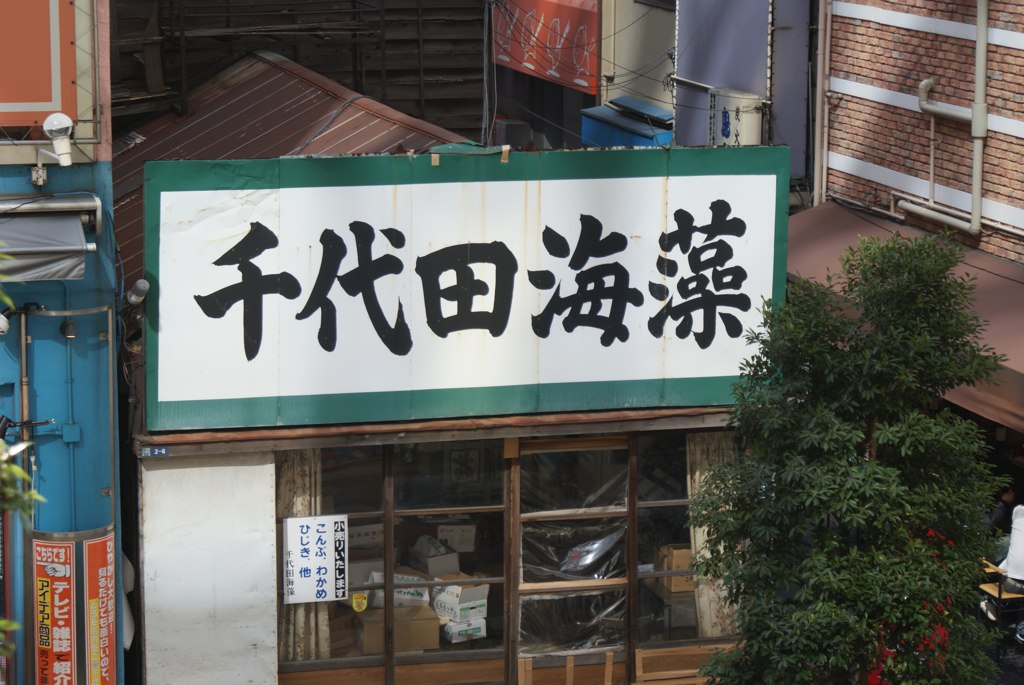
神田青果市場があった頃から営業していた店舗（千代田海藻。2012年に解体）

- 以前はアキハバラデパート南側出口前で様々な種類の商品の実演販売が行われており、秋葉原名物の一つとして人気を集めていた。また、外国人観光客向けの免税店が数多く存在しており、軒先には英語、中国語、韓国語など様々な言語の看板やポップを見ることができる。日曜日の午後は中央通りが歩行者天国となり多くの人々で賑わう。
- 全国でも珍しいおでん缶の自動販売機は1990年代初頭から存在している。2000年代半ばごろからTVなどで報道されたことにより名物となり、自動販売機の設置されていた場所は一時は観光スポットにまでなった。現在は周辺のゲームソフト店やコンビニエンスストア、ドン・キホーテ秋葉原店でもおでん缶を販売している。冬季は保温販売を行っているが夏季は常温販売のみの店が多い。
- 1990年代までの秋葉原の電機店・パソコンショップの多くは開店時間が遅く、閉店時間が早い店舗が多かった（正午頃開店し20時頃には閉店など）。電気街は夜になると営業する店もほとんどなかったが、再開発後はゲームセンターやドン・キホーテ、ヨドバシカメラなど多くの店舗が遅くまで営業を行っており、現在ではパソコンショップやアニメショップ、メイド喫茶なども営業時間を21時〜23時頃までにしている店舗が多い。
- 明神坂ガード下の柱には2010年代前半まで「蔬菜（そさい）東口売場」という文字[51] が残っていたほか、アキバ田代通り周辺に一部残る青果店舗など、神田青果市場が営まれていた名残を目にすることができる。
- 古書・書籍の町、神田神保町（神田古書店街）と近く、秋葉原と徒歩で行き来する買い物客も多い。

## 問題点

### 路上駐車・路上喫煙

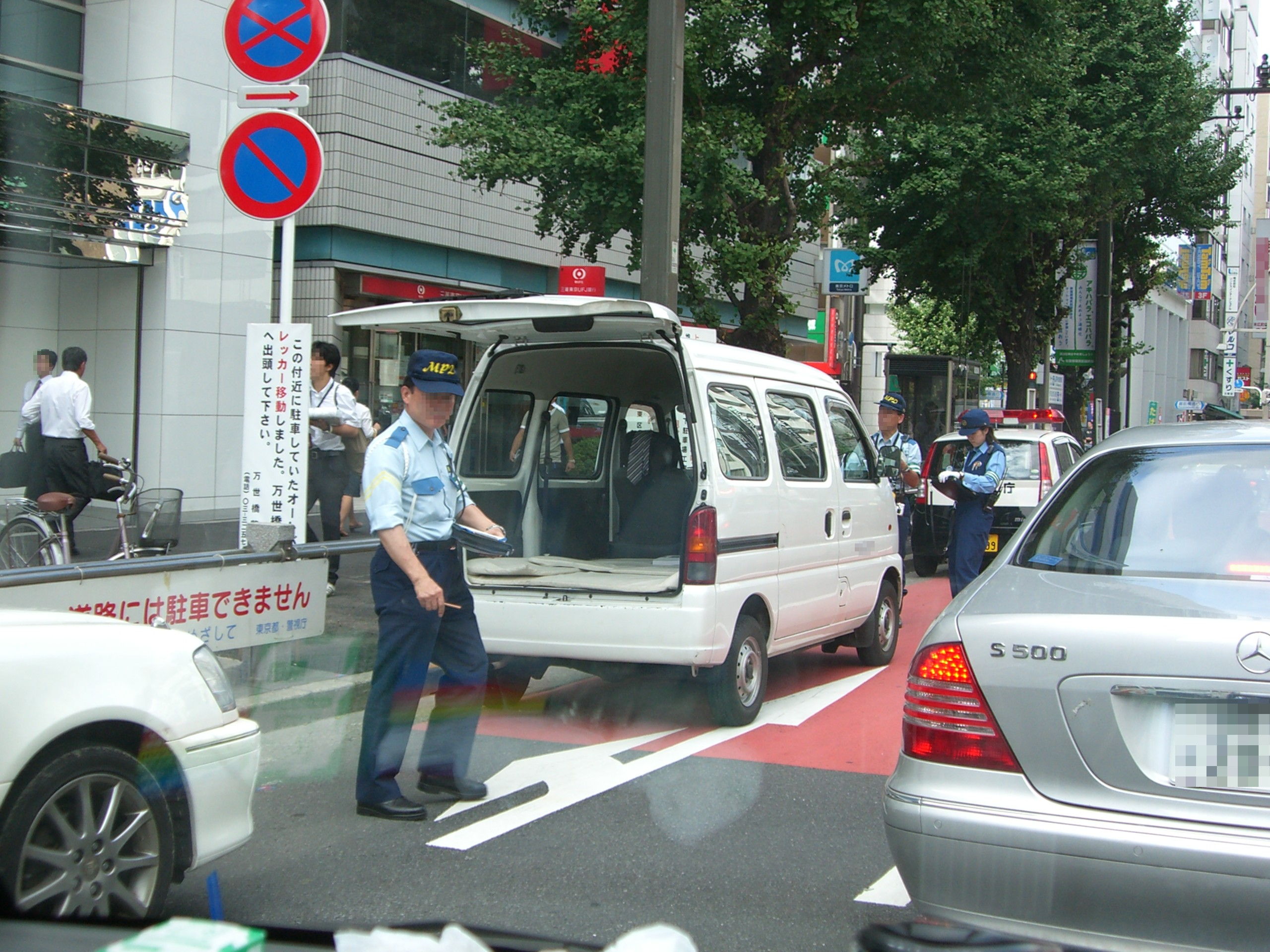
駐車取締り 中央通りにて（2006年9月4日撮影）

秋葉原全域は「安全で快適な千代田区の生活環境の整備に関する条例」（千代田区生活環境条例：平成14年6月25日千代田区条例第53号）により、路上禁煙地区（秋葉原駅周辺路上禁煙地区）、環境美化・浄化推進モデル地区（秋葉原駅周辺環境美化・浄化推進モデル地区）に指定されているほか、中央通りは違法駐車防止重点地区（中央通り違法駐車等防止重点地区）にも指定されている。路上喫煙、吸い殻・空き缶等のポイ捨て、落書き、置き看板等の放置を行った場合、禁止行為の再発のため、改善命令と2万円以下の過料（当面2,000円）が科せられるほか、改善命令に従わない場合は5万円以下の罰金と氏名・住所等の公表、告発が行われる。駐車問題に関しては2006年（平成18年）6月より改正・強化された道路交通法により改善され、この改正で駐車監視員の姿も見られるようになったほか、万世橋警察署も中央通りにパトロールカーを待機させるなど違法行為の警戒にあたり、取締りが強化されている。
駐車場の確保はこの地区が抱える問題として広く認知されており、休日等に発生する付近道路の駐車場入場待ちの渋滞対策として、長らく駅前広場（神田市場の跡地）に仮設駐車場が設けられていたが、駅前再開発事業の進捗に伴い2004年（平成16年）5月で廃止された。現在は再開発地区内にある秋葉原UDXビルの地下に外来用として収容台数800台規模の自走式駐車場（秋葉原UDXパーキング）が設置されている（高さ制限2.4m）。また、ヨドバシカメラマルチメディアAkibaの地下2階から地下6階には5層にも及ぶ自走式駐車場が設置されている（高さ制限2.1m）。前述の駐車場以外には秋葉原ダイビル駐車場や富士ソフトビル駐車場が営業を行っているほか、いくつかの機械式駐車場も営業を行っている。

### キャッチセールス・詐欺まがい行為
街頭での勧誘、セールスは秋葉原ではよく見られる光景だが、中にはキャッチセールスや詐欺・詐欺まがいのものもある。具体例としては以下のようなものがある。
絵画商法
2001年頃から秋葉原に進出してきたキャッチセールス。秋葉原各所、特にラジオ会館付近に出没し、女性が絵はがきを配布して受け取った人を画廊に案内し言葉巧みに絵画を高額で購入するよう勧誘する。
募金詐欺
1980年代にその数が増加した詐欺手口。駅周辺やガード下で「災害義援金」、「途上国支援」などと称して募金活動を行っているが、実際には寄付を行わない団体もある。正規の許可証を所持していないこともある。
手相鑑定
路上で通行人に「手相の勉強をしているので手相を見せてくれないか」などと声をかけ、手相鑑定のような行為を行う者が出没している。その実態は宗教団体による勧誘活動であり、相手にすると執拗に連絡先を聞かれ、入信や物品の購入などを迫られる。
インターネットプロバイダー加入の勧誘
2000年代に入り、インターネットの普及に伴い街頭で勧誘を行うパソコンショップも増えてきた。一部のインターネットサービスプロバイダー（TEPCOひかり、au one netなど）の代理店であるパソコンショップが店頭や路上でチラシを配るなどの光景を見ることができる。その場で強制的に加入させられることはないが、高額なパソコンを安価で販売する条件として、解約に違約金が必要な長期契約を勧めることもある。

### 非合法関連商品の販売
秋葉原では非合法にコピーされたゲームソフト・ビジネスソフトなどが露店形式で販売されていることがある。特にゲームソフトは古くは「Xin1」という、一つのゲームカートリッジに複数のゲームソフトが収録されたものや、オリジナルを無許可で真似て製作したいわゆる海賊版カートリッジ（Xin1同様中国や東南アジアで作られている）が売られていた。
マジコン関連商品、CATVスクランブル解除装置、ピッキング工具、超小型マイクなど、犯罪にも使用可能な商品も売られている。また白ロム携帯電話も売られており、それ自体は非合法ではないが盗難や紛失の届け出が出ていて経緯が不明瞭なものも売られていることがある。

### アキバ狩り（おたく狩り）
2006年に秋葉原に買い物に来た男性が恐喝の被害に合うという事件が複数発生した。2006年9月28日、警視庁少年事件課が秋葉原で恐喝をしていた少年グループを逮捕したが、犯人の少年達は「アキバ系の男性は体力が弱い上金がある」というオタクに対するイメージにより犯行に至ったという。これらの恐喝行為は一部のメディアで「アキバ狩り」、「おたく狩り」と称されて紹介された。これ以降パトロールが強化されたこともあり、路上で警視庁の警官が職務質問により通行人の手荷物を検査する光景も見られるようになった。

### 半グレの巣窟化及び外国人による治安悪化など
2024年時点では歌舞伎町から都落ちした半グレが流入し、悪質な客引きなどかつてで言う池袋のような治安の悪さが目立つようになった。また、ゴミや落書き、シールなどによる景観悪化も目立ち、暴走族や路上飲みなどのかつていなかったタイプの迷惑人物も見かけられるように。さらにコンセプトカフェやコンカフェ嬢を対象としたメンズコンセプトカフェの増加、酒類提供の居酒屋の増加、深夜営業化など、以前よりいかがわしい雰囲気が増しているという声もある。他に特筆される事項として、外国人の座り込みや喧嘩騒動の常態化が挙げられる。

### その他（路上パフォーマンス問題など）
- サブカルチャーの街となってからは休祝日の歩行者天国ではインディーズ系バンドやいわゆるアキバ系アイドルのストリートパフォーマンス、メイド喫茶などのビラ配りなどの光景が散見されるようになり、さらにそれらを取り囲む歩行者やカメコ（カメラ小僧の略）の輪も苦情の原因となっていた。万世橋警察署では対策として「歩行者天国での路上ライブ・物品販売等を禁止」とする立看板を設置しており、さらにはヨドバシAkiba前の交通広場（都営バス・リムジンバス・タクシー乗り場）にも、2007年7月の連休から「ライブ行為禁止」の手書き看板が設置され、取締の強化を印象付けた。また、道路の無許可使用で任意同行となるパフォーマーも出ており、この話題は各情報番組[58] でも伝えられ、卑猥なパフォーマンス内容が話題をさらった。その後「わいせつな見せ物を公共の場で提供した」として東京都迷惑防止条例違反の疑いで30歳（当時）の女性が警視庁に逮捕されている[59]。
  - こうしたモラルの問題に加え、2008年6月に発生した秋葉原通り魔事件を受け、歩行者天国は当面中止されることとなったが、再開を望む署名活動が行われたほか、商店会も集客のため再開を要請、千代田区や警察などの行政と町会・商店会・電気街振興会などの地域団体や企業などが歩行者天国の運営の自主ルールとして「秋葉原協定[60]」を策定、事件のあった交差点を完全に車両通行止めにした上で距離を短縮して2011年1月23日より試験的に再開された。
- 年末や盆休み、コミックマーケットなどの近隣の大規模イベント前後は全国から多くの人々が訪れ、また年始には神田明神への参拝客の列で神社周辺の道路が混雑する。これらの時期に発生する周辺店舗や路上の混雑に伴うゴミの増加などはこの地区が抱える課題となっている。

## エリア放送
エリアポータルが地上一般放送事業者としてフルセグおよびワンセグ放送を実施している。
地上一般放送局が1局 設置されている。
| 免許人                 | 局名                           | 呼出符号     | 物理チャンネル | 周波数        | 空中線電力 | ERP    | 業務区域                   |
| ---------------------- | ------------------------------ | ------------ | -------------- | ------------- | ---------- | ------ | -------------------------- |
| エリアポータル株式会社 | エリアポータル秋葉原エリア放送 | JOXZ3AC-AREA | 40ch           | 635.142857MHz | 10mW       | 7.75mW | 外神田4丁目 ツクモビル周辺 |

## 公共交通機関

### 鉄道
- 秋葉原駅
  - JR東日本総武線・山手線・京浜東北線
  - 東京メトロ日比谷線
  - 首都圏新都市鉄道つくばエクスプレス
    - JR線は総武緩行線ホームが3階、山手・京浜東北線が2階ホームを使用している。東西にそれぞれ昭和通り口・電気街口が、その中間に中央改札口がある。
    - 東京メトロ日比谷線は昭和通り直下を通っており、JR線からは昭和通り口が隣接している。
    - つくばエクスプレスは山手・京浜東北線と昭和通りの中間に位置する地下にあり、入り口はJRの中央改札口に近い。
- 末広町駅
  - 東京メトロ銀座線
    - 電気街の北端。中央通りと蔵前橋通りとの交差点（外神田5丁目交差点）直下に駅があり、上下線ホームの相互連絡通路はなく、逆側のホームへ移動するには地上へ出て交差点を横断しなければならない。上野広小路駅（銀座線）・湯島駅（千代田線）も末広町駅から徒歩5分程度の場所にある。
    - 電気街は末広町駅と秋葉原駅との間の中央通りを中心に広がっており、この駅を利用して秋葉原を訪れる人も多い。
- 神田駅
  - 東京メトロ銀座線
    - 電気街よりも南、中央通り直下。6番出入口は万世橋から南へ約200メートルの須田町交差点にあり、電気街の南寄りの地域へは末広町駅より近い。
- 岩本町駅
  - 東京都交通局都営地下鉄新宿線
    - 神田川を挟んで南側にあり、A3出口を出て国道4号線および首都高速1号上野線に沿って北へ進み、和泉橋を渡るとまもなく秋葉原駅や電気街へ到着する。電気街南東の書泉ブックタワー界隈まで、徒歩3分ほどの距離。
- 淡路町駅・小川町駅・新御茶ノ水駅
  - 東京メトロ丸ノ内線（淡路町駅）
  - 都営地下鉄新宿線（小川町駅）
  - 東京メトロ千代田線（新御茶ノ水駅）
    - 神田川の南側であるが、淡路町駅・小川町駅とも電気街南端には徒歩10分足らずの距離。都営新宿線であれば、岩本町駅よりも小川町駅のほうが電気街、特に西寄りの地域には近い。新御茶ノ水駅の場合、小川町駅 - 淡路町駅との地下通路を経由するよりも、御茶ノ水駅乗り換え口から出て聖橋を経由し、電気街西端エリアに向かった方が近い。
- 御茶ノ水駅
  - JR東日本中央線快速、中央・総武線各駅停車
    - 聖橋出口から電気街西端エリアまで徒歩5分程度で到達できる。
    - 御茶ノ水駅から秋葉原方面へ走行中の総武線車内から秋葉原電気街を眺望できる。

### 路線バス
- 都営バス
  - ［秋26］秋葉原駅 - 清澄白河駅 - 境川 - 旧葛西橋 - 江戸川車庫 - 葛西駅
    - 運行頻度は毎時約2 - 3本。
    - 以前はJR電気街口サトームセン（現：LABI秋葉原パソコン館）前に停留所があったが、つくばエクスプレス開業に併せた駅周辺整備により、現在の交通広場に移転された。またそれに伴い、休日の歩行者天国実施時間帯の秋葉原駅付近における経路変更も終了となった。

  - ［茶51］駒込駅南口 - 向丘二丁目 - 東大正門 - 本郷三丁目駅 - 御茶ノ水駅 - 秋葉原駅
    - 運行頻度は毎時約2 - 4本。
    - 早朝・夜間は駒込駅方面からは御茶ノ水駅止まりであるが、外神田二丁目停留所から電気街へ徒歩3分ほどで行ける。ただし駒込駅方面への乗り通しは認められていない。秋葉原駅交通広場まで乗り入れている朝 - 日中は万世橋停留所で降りると電気街に近い。
    - 都電19系統（通り三丁目 ： 王子駅）に由来を持ち、かつては東京駅と王子駅を結んでいた系統である。交通事情の変化などによる区間の変更を経て、秋葉原駅には2007年に初乗り入れとなった。

  - ［S-1］東京駅丸の内北口 - 日本橋三越 - 須田町（秋葉原）- 上野松坂屋 - 浅草雷門 - リバーピア吾妻橋 - とうきょうスカイツリー駅入口 - 錦糸町駅前
    - 通称「東京→夢の下町」と称される、東京の観光スポットを結ぶ路線。路線の大半は上野松坂屋始発のため、秋葉原を通過する便は土曜・休日の4往復のみ。
- AKIBA SHUTTLE(日立自動車交通、運行休止中)
  - ［秋葉01系統］秋葉原駅 - （直行）- 東京スカイツリータウン前（浅草通り）
  - ［秋葉03系統］秋葉原駅 - （直行）- 浅草雷門前

その他、高速バスについては秋葉原駅を参照のこと。

## 史跡
神田明神
秋葉原を含む旧神田区と旧日本橋区（現：中央区北部）を氏子に持つ神社。江戸総鎮守。秋葉原電気街から程近い場所にあり、正月や神田祭の時期には大勢の人で賑わう。神田明神では「IT情報安全守護」という秋葉原に因んだお守りを発売している。

## 施設

### ランドマーク
- 秋葉原UDX
  - AKIBA SQUARE
  - UDXギャラリー
  - UDXシアター
  - UDXカンファレンス
  - AKIBA ICHI
- パセラリゾーツ AKIBAマルチエンターテインメント
  - パームス
- 秋葉原ダイビル
  - 秋葉原コンベンションホール
- AKIBAカルチャーズZONE（旧ラオックス ザ・コンピュータ館）
- ドン・キホーテ 秋葉原店
  - AKB48劇場
- TOKYO TIMES TOWER
- 住友不動産秋葉原ビル
  - ベルサール秋葉原 － イベントホール
- 秋葉原ラジオ会館
- ヨドバシAkiba
- 富士ソフト秋葉原ビル
- アトレ秋葉原1（旧アキハバラデパート）・アトレ秋葉原2（旧アトレヴィ秋葉原）
- 秋葉原センタープレイスビル
- TX秋葉原阪急ビル（AKIBA TOLIM・レム秋葉原）
- JR神田万世橋ビル（旧交通博物館跡地）
- マーチエキュート神田万世橋（旧万世橋駅）
- 東京ラジオデパート
- 秋葉原ラジオセンター
- ラジオガァデン
- 肉の万世 秋葉原本店

### 官公庁・郵便局
- 神田消防署
- 万世橋警察署
- 千代田区役所 和泉橋出張所
- 神田郵便局
- 秋葉原UDX内郵便局
- 千代田区立神田児童館
- 昌平まちかど図書館
- 昌平童夢館屋内プール
- 東京都産業労働局秋葉原庁舎
- 東京都知的財産総合センター

### 教育機関
- 千代田区立昌平小学校
- 千代田区立和泉小学校
- 千代田区立昌平幼稚園
- クラーク記念国際高等学校 秋葉原ITキャンパス
- デジタルハリウッド大学
- 東京都立大学 秋葉原サテライトキャンパス

### 医療
- 三井記念病院
- UDXクリニックモール
- 秋葉原メディカルクリニック
- 秋葉原腎クリニック
- 秋葉原駅クリニック
- 林医院
- アキバ歯科 - 萌えをコンセプトにした歯科医院

### 主な企業
- 凸版印刷
- 山崎製パン 本社
- YKK
- 近畿日本ツーリスト
- 全国新聞情報農業協同組合連合会（JA新聞連）
- 日本農業新聞 本社
- 産報出版 本社
- 貝印
- 新進
- ダイドーリミテッド 本社
- 正栄食品工業
- ミクニ
- チロルチョコ
- 共立メンテナンス
- インフィニア
- レノボ・ジャパン
- 加賀電子
- JAPANNEXT
- 朝風二号館ビル
  - 田中電気
  - akiba:F献血ルーム
  - アクワイア
  - ソフマップ 中古パソコン駅前店（登記本社所在地）
- アキバCOビル
  - グッドスマイルカンパニー
  - マックスファクトリー

### 金融機関
- 三菱UFJ銀行 秋葉原支店、秋葉原駅前支店
- りそな銀行 秋葉原支店
- 千葉銀行 秋葉原支店
- 愛媛銀行 東京支店
- 大東銀行 東京支店

### メイド喫茶
- CURE MAID CAFE
- Cafe Mai:lish
- LittleBSD、LittlePSX、LittleTGV
- あっとほぉーむカフェ
- メイドカフェめいどりーみん

### 橋
- 和泉橋 - 秋葉原駅の南東にある神田川に架かる国道4号線の橋
- 万世橋 - 秋葉原駅の南西にある神田川に架かる国道17号線の橋
- 昌平橋 - 秋葉原の南西端にある神田川に架かる外堀通りの橋

### 公園
- 秋葉原公園 - 水上貨物用割り堀跡
- 芳林公園
- 練成公園

### その他
- バラエティーショップ・マッド
- 肉のハナマサ 秋葉原店
- 3331 Arts Chiyoda - 旧千代田区立練成中学校校舎を使用したアートギャラリー

国鉄のマルス（指定券販売システム）はかつて、この秋葉原にホストコンピュータが置かれていた（現在は国分寺市に移転）。システムを構成するハードウェアの補修部品を手に入れやすいというのがここに設置された理由の一つである。当時のマルスセンターの建物は、JR東日本秋葉原ビル（JR秋葉原駅に隣接）として2016年5月まで現存していた。

## 秋葉原を題材・舞台とした作品

### 小説
- 『こころ』夏目漱石：主人公が秋葉原の周辺を徘徊する場面があり、実在の地名等が登場する。「秋葉原」という地名はないが「万世橋」、「明神の坂（神田明神の近くにある坂の名前）」などが作中に書かれている。この作品は1914年に発表されたものであり、当時を基に書かれているため、この辺り一帯は東京市神田区、本郷区、小石川区である。
- 『アキハバラ』今野敏
- 『アキハバラ@DEEP』石田衣良：本作を原作とした漫画・テレビドラマ・映画作品あり。
- 『秋葉原 魔街転生』稲葉深緑
- 『よくわかる現代魔法』桜坂洋：本作を原作とした漫画・テレビアニメ作品あり。文庫の画、コミック化は『秋葉原いちまんちゃんねる』という作品もある宮下未紀である。
- 『NHKにようこそ!』滝本竜彦：本作を原作とした漫画・テレビアニメ作品あり。
- 『十津川警部 アキバ戦争』西村京太郎
- 『乃木坂春香の秘密』五十嵐雄策：本作を原作とした漫画・テレビアニメ・ゲーム作品あり。
- 『シャングリ・ラ』池上永一：本作を原作とした漫画・テレビアニメ作品あり。
- 『俺の妹がこんなに可愛いわけがない』伏見つかさ：本作を原作とした漫画・テレビアニメ作品あり。秋葉原に行くエピソードがあり、実在の店舗名もでる。
- 『ログ・ホライズン』橙乃ままれ：MMORPGをプレイしていた日本人ユーザーが異世界に取り込まれる物語で、作中では秋葉原が異世界化した「アキバ」として主要な舞台となる。
- 『アクセル・ワールド』川原礫：本作を原作とした漫画・テレビアニメ・ゲーム作品あり。主たる舞台は杉並区だが、「バーストリンカーの対戦の聖地」である「アキハバラ・バトル・グラウンド」の所在地として秋葉原が出てくる。

### エッセイ
- 『アキハバLOVE〜秋葉原と一緒に大人になった〜』桃井はるこ

### 漫画
秋葉原が主たる舞台となった作品
- 『秋葉原いちまんちゃんねる』宮下未紀
- 『壮太君のアキハバラ奮闘記』鈴木次郎
- 『アキハバラへようこそ!』みずきひとし
- 『アキバ署!』瀬尾浩史
- 『アキバザイジュウ』稜之大介
- 『あきば浪漫ス!』貴島煉瓦
- 『バリハケン』鈴木信也
- 『KO-BANG!』大崎充
- 『パーツのぱ』藤堂あきと
- 『トランジスタ・ティーセット〜電気街路図〜』里好
- 『東京トイボックス』『大東京トイボックス』うめ
- 『AKIBA'S TRIP』：後述のゲーム作品を漫画化したもの
- 『デンキ街の本屋さん』水あさと

秋葉原が舞台となったエピソードがある主な作品
- 『げんしけん』木尾士目：本作を原作としたテレビアニメ作品あり。
- 『こちら葛飾区亀有公園前派出所』秋本治
  - 24巻「サムライ!の巻」
  - 100巻「両さんの秋葉原案内の巻」
  - 151巻「ようこそアキバへ御主人様の巻」など。
- 『らき☆すた』美水かがみ：本作を原作としたテレビアニメ・ゲーム作品あり。主人公の泉こなたが度々訪れている。
- 『月下の棋士』能條純一：作中に秋葉原の将棋クラブ（秋葉原駅昭和通り口近くに「秋葉原将棋センター」が実在する）での対局シーンが登場する。
- 『ハチワンダイバー』柴田ヨクサル：同上。本作を原作としたテレビドラマ作品あり。
- 『BOOM TOWN』内田美奈子：TRIP.7.5（単行本2巻）「ネオアキハバラの大変」。作中年代（未来）の秋葉原である“ネオアキハバラ”が舞台。登場人物も「ネオ・アキバ」と呼んでいる。TRIP.3（1巻）TRIP.19（3巻）にも出てくる。
- 『電波教師』東毅

### アニメーション
- 『アキハバラ電脳組』
- 『ケロロ軍曹』：第134話で登場
- 『デ・ジ・キャラット』
- 『ナースウィッチ小麦ちゃんマジカルて』Karte.1
- 『七つの海のティコ』（第25話で登場）
- 『パピヨンローゼ New Season』
- 『錬金3級 まじかる?ぽか〜ん』
- 『おとぎ銃士 赤ずきん』：第1話で登場
- 『ワンワンセレプー それゆけ!徹之進』（第10話で登場）
- 『もえがく★5』
- 『ゼロの使い魔』
- 『ドラゴノーツ -ザ・レゾナンス-』
- 『ナイトウィザード The ANIMATION』
- 『俺の妹がこんなに可愛いわけがない』
- 『エロマンガ先生』:アニメ第11話で登場。
- 『ラブライブ!』
- 『まじかるカナン』：第3話で登場
- OVA『魔法少女プリティサミー 2 〜電脳帝国の逆襲〜』およびノベライズ『魔法少女プリティサミー 秋葉原闘争編』（上）（下）：作中、ドア越しに合言葉を確認する際の掛け合い「秋葉原は?」「飯屋が少ない」は、1990年代の界隈における外食事情を窺わせる。
- 『電光超特急ヒカリアン』
- 『STEINS;GATE』：後述のゲーム作品をアニメ化したもの
- 『お兄ちゃんのことなんかぜんぜん好きじゃないんだからねっ!!』：第7話で登場
- 『ヤッターマン (2008年のテレビアニメ)』：メカの部品の購入にヤッターマンが訪れている。なおドロンボーも現地にてインチキメイド喫茶を営業している。別の話ではコスプレ対決において判定場所として指定されている。
- 『デジモンテイマーズ』：第17話で登場
- 『じょしらく』:第13話（最終回）に登場
- 『えとたま』
- 『AKIBA'S TRIP -THE ANIMATION-』：後述のゲーム作品をベースにアニメ化したもの
- 『劇場版 ソードアート・オンライン -オーディナル・スケール-』：ARMMO RPG「オーディナル・スケール（OS）」の戦闘シーンで秋葉原UDXとその周辺が登場する。
- 『ナナマル サンバツ』：第7話で登場
- 『ブレンド・S』：原作漫画上では舞台となった場所は明示されていないが、アニメ版において舞台のモチーフに秋葉原が用いられている。
- 『アキバ冥途戦争』：1999年にメイド喫茶があった（前述の通り実際には21世紀に入ってから開業している）という架空の設定の元、当時の秋葉原の街並みを再現している。
- 『16bitセンセーション ANOTHER LAYER』：1990年代の美少女ゲーム開発会社を舞台とした漫画作品のアニメ化。アニメオリジナルの主人公が2023年から1992年にタイムスリップすることから、両年代の秋葉原の街並みが描かれている。

### ゲーム
一般向けゲーム
- 『ナイトウィザード』：テーブルトークRPG。公式リプレイの多くは秋葉原が舞台。アニメ版でも舞台の一つとなっている。
- 『セイギノヒーロー』：ガンシューティングゲーム。「ザ・警察官 〜真昼の大捜査線〜」に登場。
- 『サルゲッチュミリオンモンキーズ』：アクションゲーム。秋葉原中央通りがMISSION3の「輸送トレーラーを撃破せよ!」とMISSION27の「輸送トレーラーを守れ!」のステージとして登場する。ちなみにエリアM3-2とエリアM27-2の中間地点にアニメイト秋葉原店がそのまま出ている。
- 『セガガガ』：舞台の一つとして秋葉原が登場。メッセサンオーが登場する。
- 『ポスタル』：パワーアップキットを使用した後に追加されるステージとして秋葉原が登場。
- 『機動警察パトレイバー 〜ゲームエディション〜』：第3話・第5話の舞台が秋葉原。中央通り・昌平橋通り・神田明神通り・蔵前橋通りで囲まれたブロックがモデルのようだが再現度はさほど高くない。
- 『ai sp@ce』：ゲーム中の中心地として「アキハバラ島」が登場。秋葉原駅前商店街振興組合の協力により、現実の秋葉原の街並みが3Dで忠実に再現されている。
- 『STEINS;GATE』：アドベンチャーゲーム。秋葉原にある各店舗に許可をもらっているため、CGや本文で現実同様の店名をほぼそのまま出している（無論、現実と異なる部分もある）。また、『もし秋葉原が昔同様の電気街だったら』というifが劇中で起きる。
- 『AKIBA'S TRIP』：アクション・アドベンチャーゲーム。多数の実在の店舗とタイアップしており、秋葉原の町並みを忠実に再現している。この作品を元にしたテレビアニメも放送されている。
- 『ぱすてるメモリーズ』：スマートフォン向けロールプレイングゲーム。オタク文化が衰退した未来の秋葉原を舞台としている。この作品を元にしたテレビアニメも放送されている。
- 『じんるいのみなさまへ』：ガールズアドベンチャーゲーム。荒廃した秋葉原で5人の少女たちがサバイバル生活を送る。
- 『プロジェクト東京ドールズ』：スマートフォン向けロールプレイングゲーム。メインストーリーや期間限定イベントのストーリーで度々舞台として登場する。
- 『ブルーアーカイブ -Blue Archive-』：スマートフォン向けロールプレイングゲーム。『春葉原』という、秋葉原をモデルにした場所が登場するほか、秋葉原の各地がモデルの場所が登場する。

アダルトゲーム
- 『私立アキハバラ学園』
- 『アキバ系彼女』：本作を原作としたアダルトアニメあり。
- 『おたく☆まっしぐら』
- 『あきまほ!』
- 『ふぃぎゅ@メイト』：直接的な表現はされていないが、舞台となる阿騎馬町という町名や背景CGが非常に酷似している。
- 『アザナエル』
- 『アキバ戦隊!エンジェレイヴァー』
- 『アキバでお茶しよっ！』

### テレビドラマ
- 『探偵学園Q』：登場人物の一人、美南恵（志田未来）がメイドのコスプレをした。原作は漫画。
- 『超力戦隊オーレンジャー』：登場人物の一人、辺名小太郎（赤星昇一郎）のセリフにて。（第30話）
- 『ユンゲル』：フジテレビ系列で放映されたドラマ『ガリレオ』のスピンオフ作品。原作は小説。
- 『モップガール』（第4話）
- 『非公認戦隊アキバレンジャー』：秋葉原や萌え文化を全面的に出した特撮作品。
- 『東京トイボックス』『大東京トイボックス』：前述の漫画作品をドラマ化したもの。

### 楽曲
- 「秋葉原☆キラリ」（1997年）：明和電機のミニアルバム『魁 明和電機』に収録されている歌。電子工作にて独特な楽器を生み出す明和電機ならではの電子工作マニアとして見た秋葉原を歌っている。
- 『Once Upon Time in AKIHABARA』（2002年）：ポアロの2ndシングル。智一・美樹のラジオビッグバンのエンディングテーマとして使用されており、曲の前後にあるセリフパート・コーラスには当時同番組に出演していた今井麻美も参加している。
- 『アキバに行くのん!』（2005年）：桜川ひめこの歌うアキバ系萌えソング。
- 『アキハバラブ』（2005年）：桃井はるこ作詞・作曲・プロデュースによる『ぱふゅーむ × DJ momo-i』の楽曲。「打ち水大作戦! 2005」キャンペーンソングとして使用された。桃井はるこのベストアルバム『momo-i quality 〜ベスト・オブ・モモーイ〜』（2006年）には、桃井はるこによるセルフカバーバージョンが収録されている。
- 『アキハバラプソティー』（2007年）：桃井はるこの半生を描いたオリジナルドラマ『はるこ☆UP DATE』で使用された楽曲を集めたアルバム『『はるこ☆UP DATE』SONGS BEST』（2007年）に収録。
- 『ビバ☆秋葉原』（2009年）：広瀬香美による配信限定の楽曲。秋葉原にある店舗や文化を歌詞に織り込んでいる。すがやみつるが昔の秋葉原の情景を元に作詞した「無線とPCの街アキバ」編も作られている。
- 「なんてったってシャングリラ」(2013年)：でんぱ組.incのアルバム『WORLD WIDE DEMPA』の収録曲。
- 「アキハバライフ♪」（2015年）：でんぱ組.incのシングル『あした地球がこなごなになっても』のカップリング曲。
- 「秋の葉の原っぱで」（2019年）：でんぱ組.incのシングル『子♡丑♡寅♡卯♡辰♡巳♡』のカップリング曲。

### 映画
- 『THE DEFENDER（ディフェンダー）』1996年：小中和哉監督・小中千昭脚本。柳葉敏郎、菅野美穂、高野拳磁、佐野史郎、他出演。ノベライズ有。
- 『WASABI』2002年：広末涼子主演のフランス映画。なお、作中では『新宿』とされている。DVD有。
- 『ガメラ 大怪獣空中決戦』：ガメラとギャオスが秋葉原方面を旋回しながら戦う。
- 『AKIBA』2006年：小沼雄一監督。滝沢乃南、前田綾花、篠田光亮、他出演。
- 『大日本人』2007年：締ルノ獣との戦いが秋葉原を舞台に繰り広げられる。
- 『MW』：同名漫画の映画版。玉木宏、山田孝之主演。玉木演じる結城美智雄が、夜に第2の殺人を執行するシーンで登場。
- 『RIVER』2012年：廣木隆一監督、蓮佛美沙子主演。秋葉原通り魔事件を題材に、事件で恋人を無くした女性の立ち直る様を描く。
- 『ぼっちゃん』2013年：大森立嗣監督、水澤紳吾主演。秋葉原通り魔事件の犯人をモデルに、派遣労働者が社会の中で追い詰められていく様を描いた作品。
- 『はるこ☆UP DATE』：オリジナルビデオ、桃井はるこの半生を高山紗希主演でドラマ化。DVD有。

### その他
- 『電車男』：2ちゃんねる発の書籍、およびそれを題材にした漫画・映画・ドラマなど。
- 『ヴェネツィア・ビエンナーレ』2004年：第9回国際建築展日本館。
- 『アキバぞめき』：柳家小ゑんの新作落語。
- 『ラブライブ!』：電撃G's magazine・ランティス・サンライズによる共同メディアミックス企画。舞台となる音ノ木坂学院が秋葉原・神田・神保町の狭間にあり、作中でも秋葉原が登場する。こうした事から秋葉原の各種店舗や神田明神などでコラボレーション企画が行われている。

## 関連書籍

### 書籍
- 『秋葉原は今』 三宅理一、芸術新聞社、2010年、ISBN 978-4875861928
- 『萌える聖地アキバ - 秋葉原マニアックス』藤山哲人
- 『萌える聖地アキバ リターンズ - 秋葉原マニアックス2006』藤山哲人
- 『秋葉原人』アキバゲンジン 小林たかや
- 『秋葉原完全攻略マップ&ガイド』山と溪谷社
- 『秋葉原 裏の歩き方』にゃるら、彩図社、2018年1月22日、ISBN 978-4-8013-0277-8

### 雑誌記事
- 『Forbes日本版』2006年7月号 ぎょうせい

## 秋葉原（町丁）
秋葉原（あきはばら）は、東京都台東区の地名。「丁目」の設定がない単独町名である。住居表示実施済区域。

### 地理
台東区南西部に位置し、下谷地域に属する。東は昭和通り、北は蔵前橋通り、西は千代田区外神田四丁目、南は千代田区神田練塀町と神田松永町に接する。
上述の、「地域名としての『秋葉原』」の北東端に位置する。

### 地名の変遷
- 1943年（昭和18年）9月15日 - 下谷区と神田区の区境変更により、神田区松永町の一部を下谷区に、下谷区練塀町の一部を神田区に編入。
- 1947年（昭和22年）3月15日 - 旧東京市35区の再編に伴い、下谷区と浅草区が合併して台東区と改称する。
- 1964年（昭和39年）10月1日 - 住居表示の実施により、下谷松永町、下谷練塀町の全域が秋葉原となる[66]。

| 実施後 | 実施年月日    | 実施前（各町名ともその全域） |
| ------ | ------------- | ---------------------------- |
| 秋葉原 | 1964年10月1日 | 下谷松永町、下谷練塀町       |

### 世帯数と人口
2025年（令和7年）3月1日現在（台東区発表）の世帯数と人口は以下の通りである。
- 世帯数 : 65世帯
- 人口 : 75人

#### 人口の変遷
国勢調査による人口の推移。
| 年                 | 人口 |
| ------------------ | ---- |
| 1995年（平成7年）  | 92   |
| 2000年（平成12年） | 76   |
| 2005年（平成17年） | 169  |
| 2010年（平成22年） | 122  |
| 2015年（平成27年） | 122  |
| 2020年（令和2年）  | 88   |

#### 世帯数の変遷
国勢調査による世帯数の推移。
| 年                 | 世帯数 |
| ------------------ | ------ |
| 1995年（平成7年）  | 52     |
| 2000年（平成12年） | 42     |
| 2005年（平成17年） | 131    |
| 2010年（平成22年） | 110    |
| 2015年（平成27年） | 110    |
| 2020年（令和2年）  | 79     |

### 学区
区立小・中学校に通う場合、学区は以下の通りとなる（2023年9月現在）。
- 区域 : 全域
  - 小学校 : 台東区立平成小学校
  - 中学校 : 台東区立御徒町台東中学校

### 事業所
2021年（令和3年）現在の経済センサス調査による事業所数と従業員数は以下の通りである。
- 事業所数 : 60事業所
- 従業員数 : 2,258人

#### 事業者数の変遷
経済センサスによる事業所数の推移。
| 年                 | 事業者数 |
| ------------------ | -------- |
| 2016年（平成28年） | 45       |
| 2021年（令和3年）  | 60       |

#### 従業員数の変遷
経済センサスによる従業員数の推移。
| 年                 | 従業員数 |
| ------------------ | -------- |
| 2016年（平成28年） | 1,840    |
| 2021年（令和3年）  | 2,258    |